# Saint-Léry
Pour les articles homonymes, voir Léry.
Saint-Léry [sɛ̃ leʁi] est une commune française, située dans le département du Morbihan en région Bretagne.

## Géographie

### Situation
| Mauron | Mauron     |                      |
| Mauron | Saint-Léry | Gaël Ille-et-Vilaine |
| Mauron | Mauron     |                      |

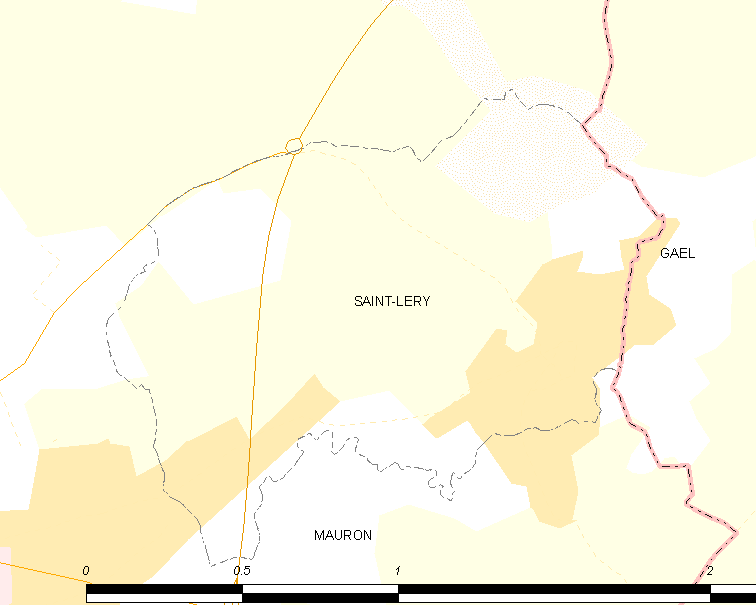
Carte de la commune de Saint-Léry et des communes avoisinantes

La commune de Saint-Léry est presque enclavée dans la commune de Mauron qui l'enserre au sud, à l'ouest et au nord. Elle est limitrophe côté est de la commune de Gaël et du département d'Ille-et-Vilaine.
Elle est à la limite nord-ouest de la forêt de Paimpont, mythique Brocéliande.

### Relief et hydrographie
Saint-Léry est une commune de petite superficie dont le relief est assez plat : le point le plus haut (89 mètres) est à la limite nord-ouest de la commune et le point le plus bas est à 58 mètres à la pointe sud-ouest du finage communal, d'où un dénivelé de seulement 31 mètres. Le bourg, excentré à l'est du territoire communal, est vers 65 mètres.

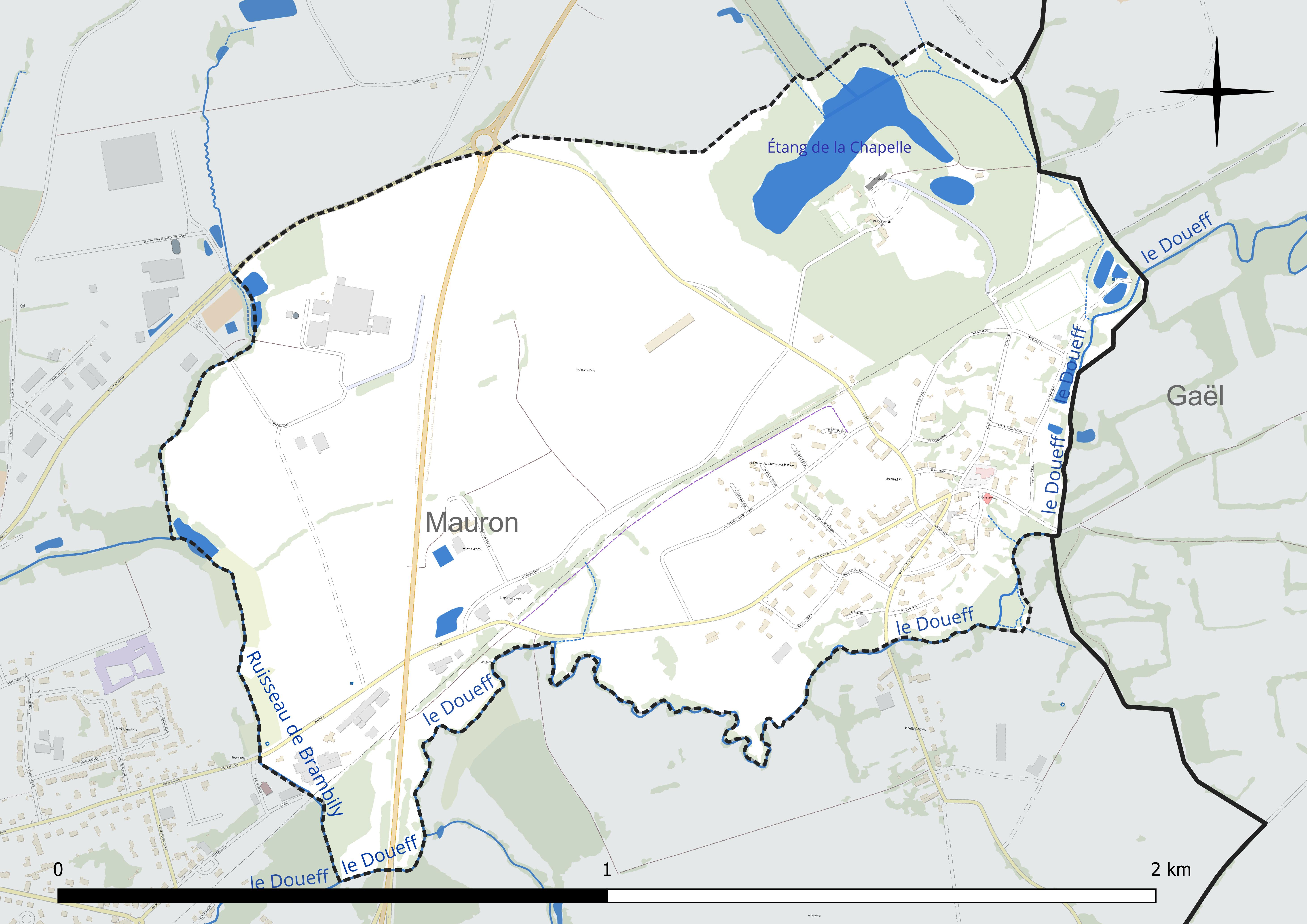
Le réseau hydrographique de la commune de Saint-Léry.

Le réseau hydrographique se limite au Doueff, un affluent de l'Yvel et sous-affluent du Ninian (lequel est un affluent de l'Oust et fait donc partie du bassin hydrographique de la Vilaine), qui sert côté est de limite communale avec Gaël et départementale avec l'Ille-et-Vilaine et côté sud avec Mauron ; son affluent de rive droite le Ruisseau de Brambily sert aussi un temps de limite communale avec Mauron.

### Hydrographie
Pour un article plus général, voir Réseau hydrographique du Morbihan.
La commune est située dans le bassin Loire-Bretagne. Elle est drainée par le Doueff et le ruisseau de Brambily,,.
Le Doueff, d'une longueur de 17 km, prend sa source dans la commune de Mauron et se jette  dans l'Yvel à Mauron. 

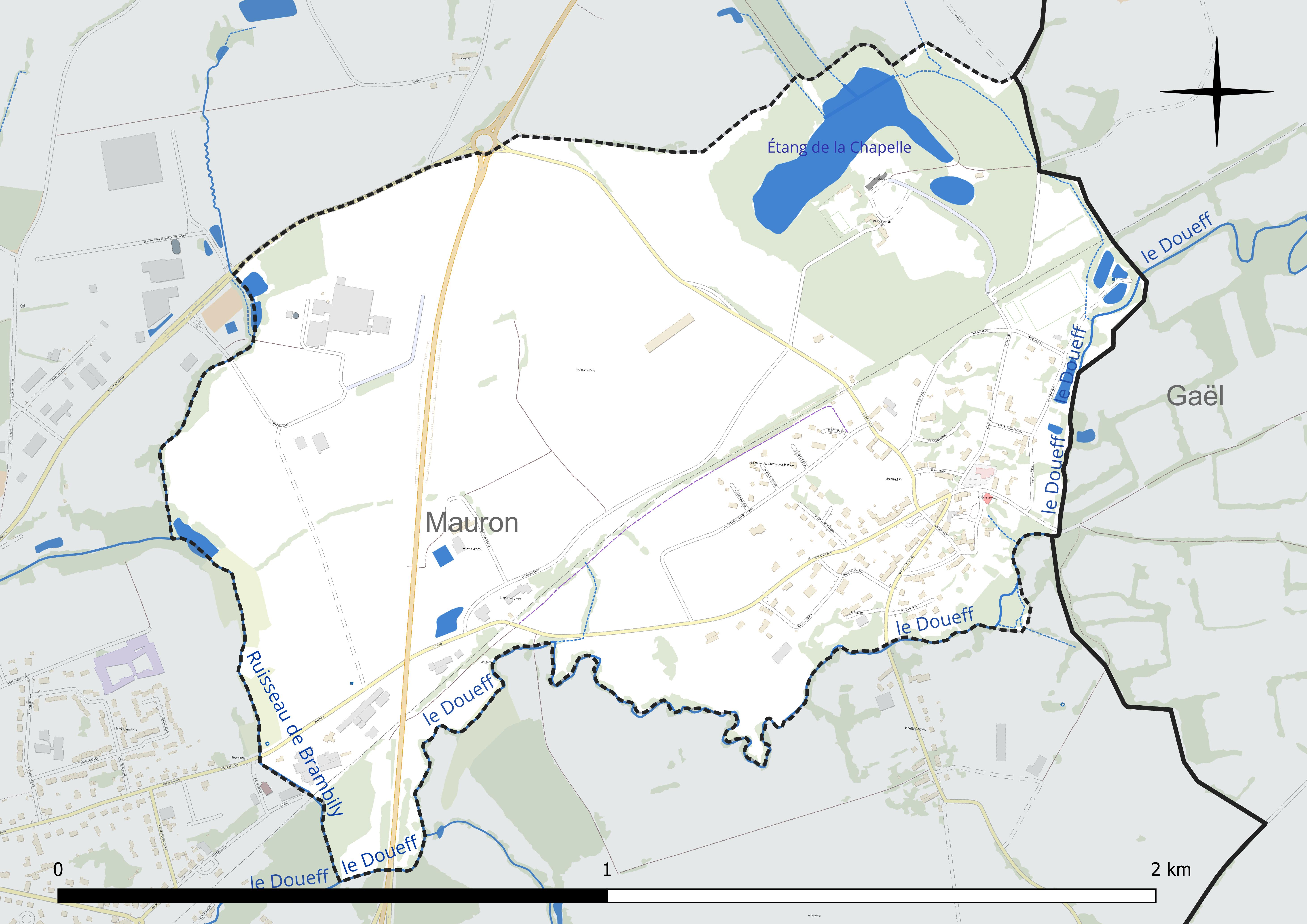
Réseau hydrographique de Saint-Léry.

Un plan d'eau complète le réseau hydrographique : l'étang de la Chapelle (3,53 ha),.

### Climat
Pour des articles plus généraux, voir Climat de la Bretagne et Climat du Morbihan.
En 2010, le climat de la commune est de type climat océanique altéré, selon une étude du CNRS s'appuyant sur une série de données couvrant la période 1971-2000. En 2020, Météo-France publie une typologie des climats de la France métropolitaine dans laquelle la commune est exposée à un climat océanique et est dans la région climatique  Bretagne orientale et méridionale, Pays nantais, Vendée, caractérisée par une faible pluviométrie en été et une bonne insolation. Parallèlement l'observatoire de l'environnement en Bretagne publie en 2020 un zonage climatique de la région Bretagne, s'appuyant sur des données de Météo-France de 2009. La commune est, selon ce zonage, dans la zone « Intérieur Est », avec des hivers frais, des étés chauds et des pluies modérées.
Pour la période 1971-2000, la température annuelle moyenne est de 11,4 °C, avec une amplitude thermique annuelle de 12,5 °C. Le cumul annuel moyen de précipitations est de 737 mm, avec 12,4 jours de précipitations en janvier et 6,1 jours en juillet. Pour la période 1991-2020, la température moyenne annuelle observée sur la station météorologique la plus proche, située sur la commune de Merdrignac à 16 km à vol d'oiseau, est de 11,7 °C et le cumul annuel moyen de précipitations est de 905,0 mm,. Pour l'avenir, les paramètres climatiques de la commune estimés pour 2050 selon différents scénarios d'émission de gaz à effet de serre sont consultables sur un site dédié publié par Météo-France en novembre 2022.

### Transports
La route principale, qui traverse la partie ouest de la commune, est la D 766 (ancienne Route nationale 166 déclassée, allant de Vannes à Dinard). Le bourg n'est desservi que par des routes secondaires.
Une piste cyclable a été aménagée sur le site occupé par l'ancienne ligne ferroviaire de Ploërmel à La Brohinière entre les bourgs de Saint-Léry et de Mauron.

### Paysages et habitat
Le nord-est de la commune est occupé par le château du Loû, son domaine boisé et son étang. Les seuls autres écarts de la commune sont la Croix Loriche et La Noē des Grées.

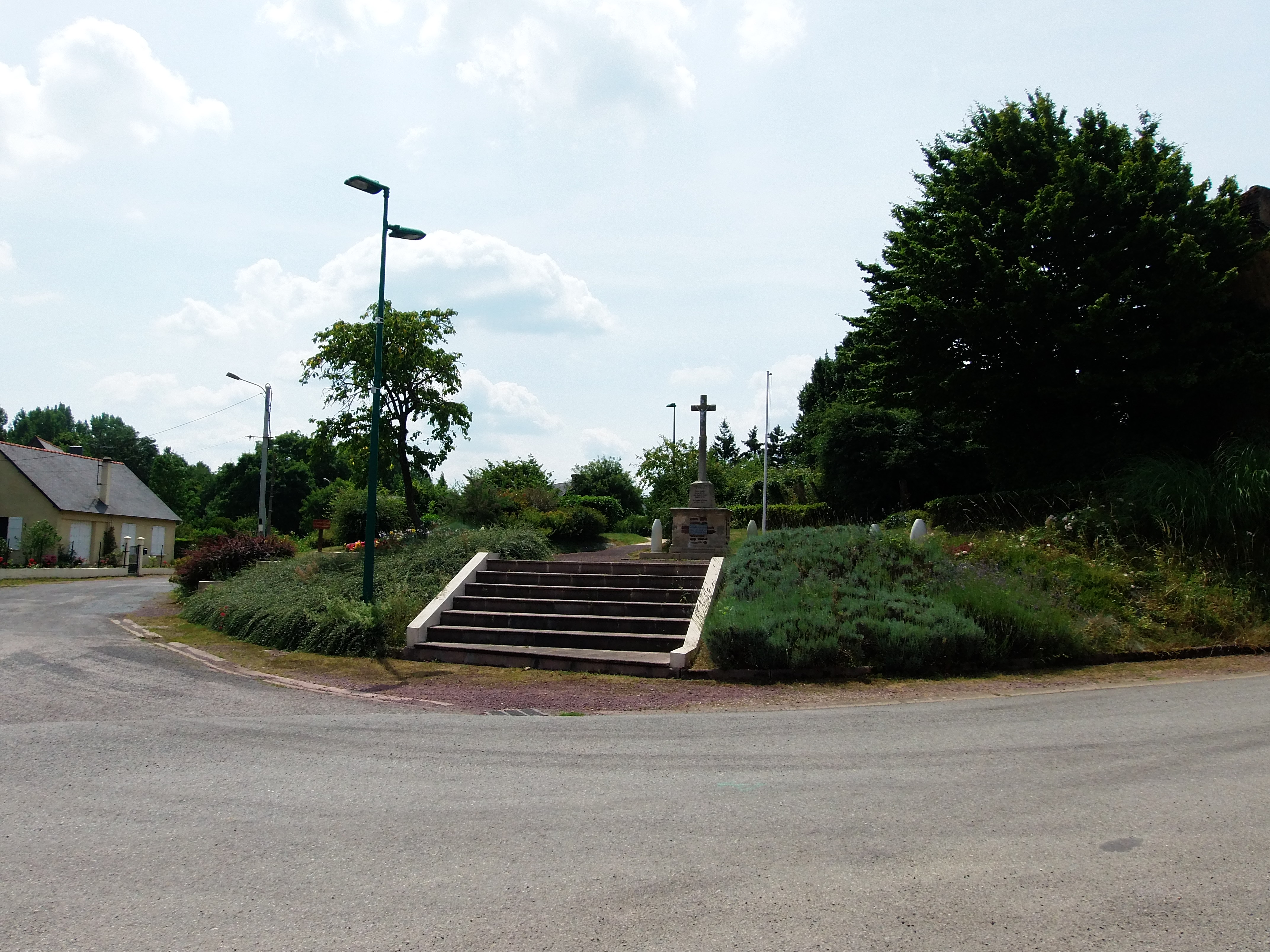
La place face à la mairie.

Malgré la petitesse de la commune, deux zones d'activités économiques s'y sont développées : l'une au sud de la commune sur la rive droite du Doueff, entre les hameaux de La Noë des Gréees et Brambilly en direction de Mauron ; l'autre est le parc d'activités des Pierres Blanches à la limite ouest de la commune.
Le bourg traditionnel a développé une périurbanisation côté sud-ouest en direction du bourg de Mauron.

## Urbanisme

### Typologie
Au 1er janvier 2024, Saint-Léry est catégorisée commune rurale à habitat dispersé, selon la nouvelle grille communale de densité à sept niveaux définie par l'Insee en 2022.
Elle est située hors unité urbaine et hors attraction des villes,.

### Occupation des sols
L'occupation des sols de la commune, telle qu'elle ressort de la base de données européenne d’occupation biophysique des sols Corine Land Cover (CLC), est marquée par l'importance des territoires agricoles (77 % en 2018), en diminution par rapport à 1990 (80,7 %). La répartition détaillée en 2018 est la suivante : 
zones agricoles hétérogènes (41,5 %), zones urbanisées (23 %), terres arables (20,4 %), prairies (15 %). L'évolution de l’occupation des sols de la commune et de ses infrastructures peut être observée sur les différentes représentations cartographiques du territoire : la carte de Cassini (XVIIIe siècle), la carte d'état-major (1820-1866) et les cartes ou photos aériennes de l'IGN pour la période actuelle (1950 à aujourd'hui).

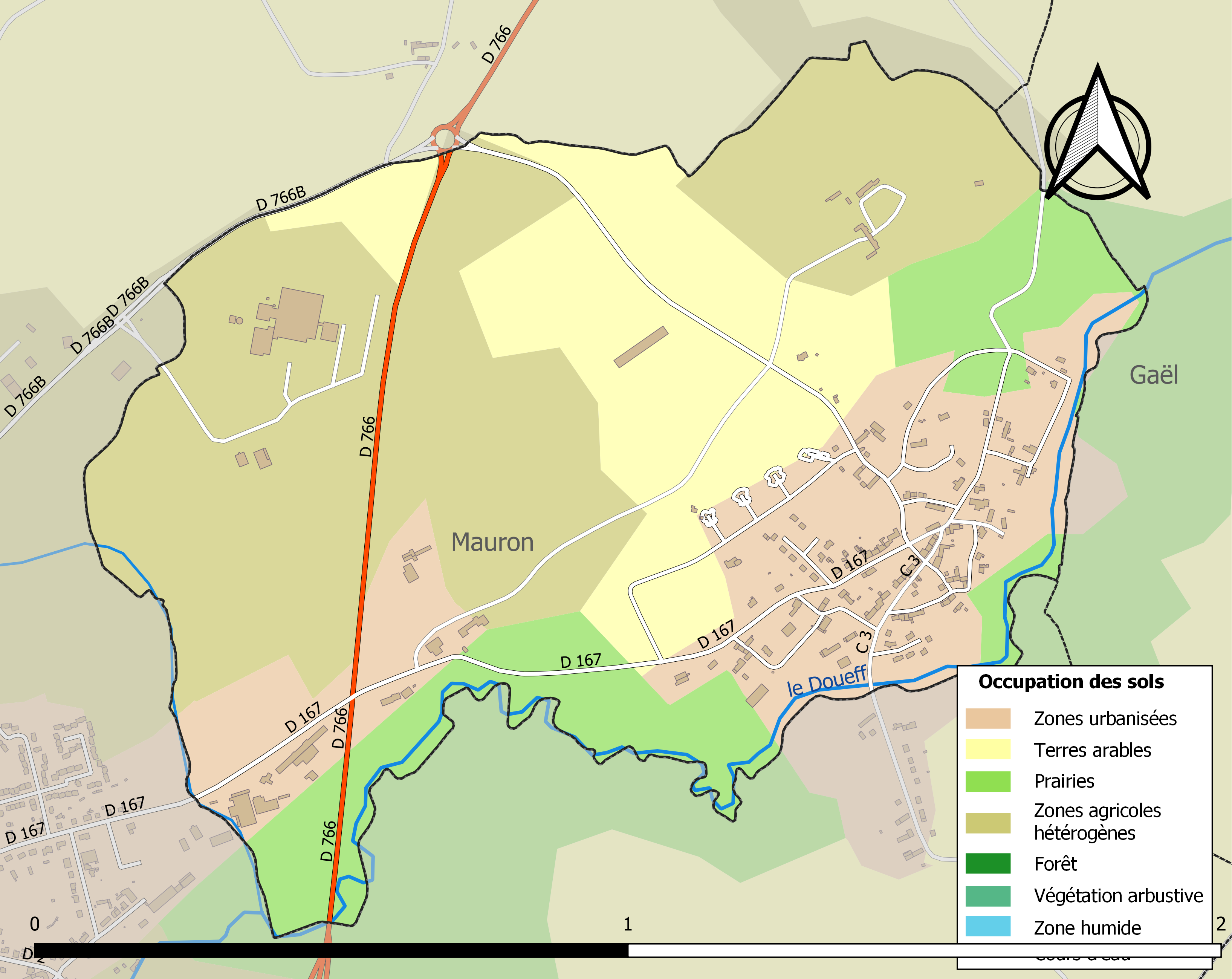
Carte des infrastructures et de l'occupation des sols de la commune en 2018 (CLC).

## Toponymie
Le nom de la commune vient du saint éponyme qui aurait fondé un monastère sur le territoire au VIIe siècle.

## Histoire

### Préhistoire
François-Marie Cayot-Delandre signale en 1847 l'existence de deux tumuli vous l'un de l'autre et élevés d'environ 4 mètres.

### Moyen-Âge
Saint Léri [Léry] est un saint breton du VIIe siècle dont le culte n'existe qu'à Saint-Léry et, sous le nom de saint Laur, à Montertelot (l'assimilation de saint Laur à saint Léry est toutefois incertaine). Léry, Livry ou Laurus aurait été disciple de saint Méen et serait né en Grande-Bretagne. Débarqué à Aleth, il vint peu après dans la région (la légende lui prête d`avoir descendu le cours de l'Oust en se servant de son manteau  comme canot jusqu'à  Montertelot), le roi Judicaël l'ayant doté de terres près de Mauron.
Mais ce récit est incertain (un autre récit hagiographique le fait naître dans le Broerec): la Vita Leri n'est connue qu'à travers deux manuscrits datant du XVIIIe siècle, le premier étant celui de Dom Lobineau, qui écrit que Léri « y bâtit une cellule, ou petit monastère, qui a depuis porté son nom et qui, ayant été ruiné par la suite, soit par le décadence naturelle des bâtiments anciens, soit par les Normands, n'est plus aujourd'hui qu'une paroisse qui conserve le nom et le tombeau de saint Léri ».

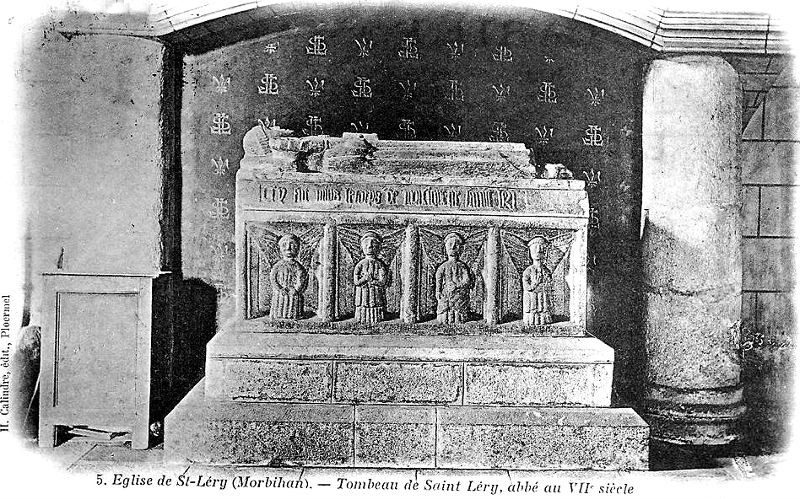
Saint-Léry ː l'enfeu de saint Léry dans l'église paroissiale (carte postale).

À Saint-Léry, la légende fait venir la dépouille de Léri [Léry] dans un cercueil en pierre traîné par des bœufs et suivi d’un petit chien.
Le tombeau de saint Léry se trouve dans l'église paroissiale (en réalité un enfeu puisque le corps du saint a été transféré dans l'abbaye Saint-Julien de Tours lors des invasions normandes et qu'il y fut détruit par des protestants en 1562) ; Joseph-Marie Le Mené le décrit ainsi : « Le saint est représenté couché, tenant la crosse d'une main, un livre de l'autre et appuyant les pieds sur un lévrier. Sur le devant sont sculptés quatre anges en prière, séparés par des colonnettes ; sur la bordure de la table se lit une inscription gothique en relief : Cy fut mips te corps de monsigneur sainct Léri ».
Une motte féodale se trouve à proximité du château du Loû.
Selon Jean-Baptiste Ogée, en 1400, le manoir de Saint-l'Héri appartenait à Jean de Saint-l'Héri ; le manoir du Loup, à Pierre Thomas.

### Temps modernes
En 1730, Saint-Léry appartenait au doyenné de Montfort, à la seigneurie de Gaël (antérieurement, au XIe siècle, à l'abbaye de Saint-Méen) et à la sénéchaussée de Ploërmel.
Jean-Baptiste Ogée décrit ainsi Saint-Léry en 1778 :

« Saint-L'Héri : dans un fond ; à 3 lieues au Sud de Saint-Malo, son évêché ; à 9 lieues de Rennes ; et à 4 lieues et demie de Montauban, sa subdélégation. Cette paroisse ressortit à Ploërmel, et compte 300 communiants: la cure est présentée par l'Abbé de Saint-Méen. Le territoire, couvert d'arbres et buissons, renferme des terres labourables, des prairies, et des landes. Cette paroisse porte le nom de son fondateur Saint L'Héri, à qui Judicaël, Roi de Bretagne, donna, l'an 632, un terrain pour y bâtir un monastère, où il demeura avec ses compagnons. Ce monastère ayant été ruiné par les guerres, on a édifié fur ses ruines une église paroissiale en l'honneur de ce saint. »

La seigneurie du Loû a appartenu successivement aux familles Thomas (en 1400), du Blé, Perrault (en 1514), du Fail (à la fin du XVIe siècle), Avril et Desgrées (en 1656 Gillette Avril, veuve de Jean de Cosquat et décédée sans enfant, lègue par testament sa fortune et la vaste seigneurie du Loû à son neveu, Jean Desgrées). Jean-Baptiste Ogée indique aussi que vers 1778 le manoir du Loup [Loû] appartenait à M. Du Loup des Grées et que les maisons de Lanloup, de la Noë-Verte, de Kerdivel, Kervernec, Kerguistin, et du Plessis-au-Prévôt datent de l'époque moderne.

### Révolution française
Saint-Léry est érigé en commune en 1790 et la paroisse est transférée dans le diocèse de Vannes lors du Concordat de 1801.

### Le XIXe siècle
En 1829 Yves-Raoul Desprez de la Morlais, grâce à l'argent reçu par la Commission d'Indemnité, en exécution de la loi du 27 avril 1825, au profit des anciens propriétaires ou ayant-droit des anciens propriétaires de biens-fonds confisqués ou aliénés révolutionnairement, achète le château du Loû à une branche cadette de la famille Desgrées du Loû.
A. Marteville et P. Varin, continuateurs d'Ogée, décrivent ainsi Saint-Léry en 1853 :

« Saint-L'Héry ou Saint-Léry : commune formée de l'ancienne paroisse de ce nom ; aujourd'hui succursale. Géologie : schiste argileux. On parle le français [en fait le gallo]. »

### Le XXe siècle

#### La Belle Époque

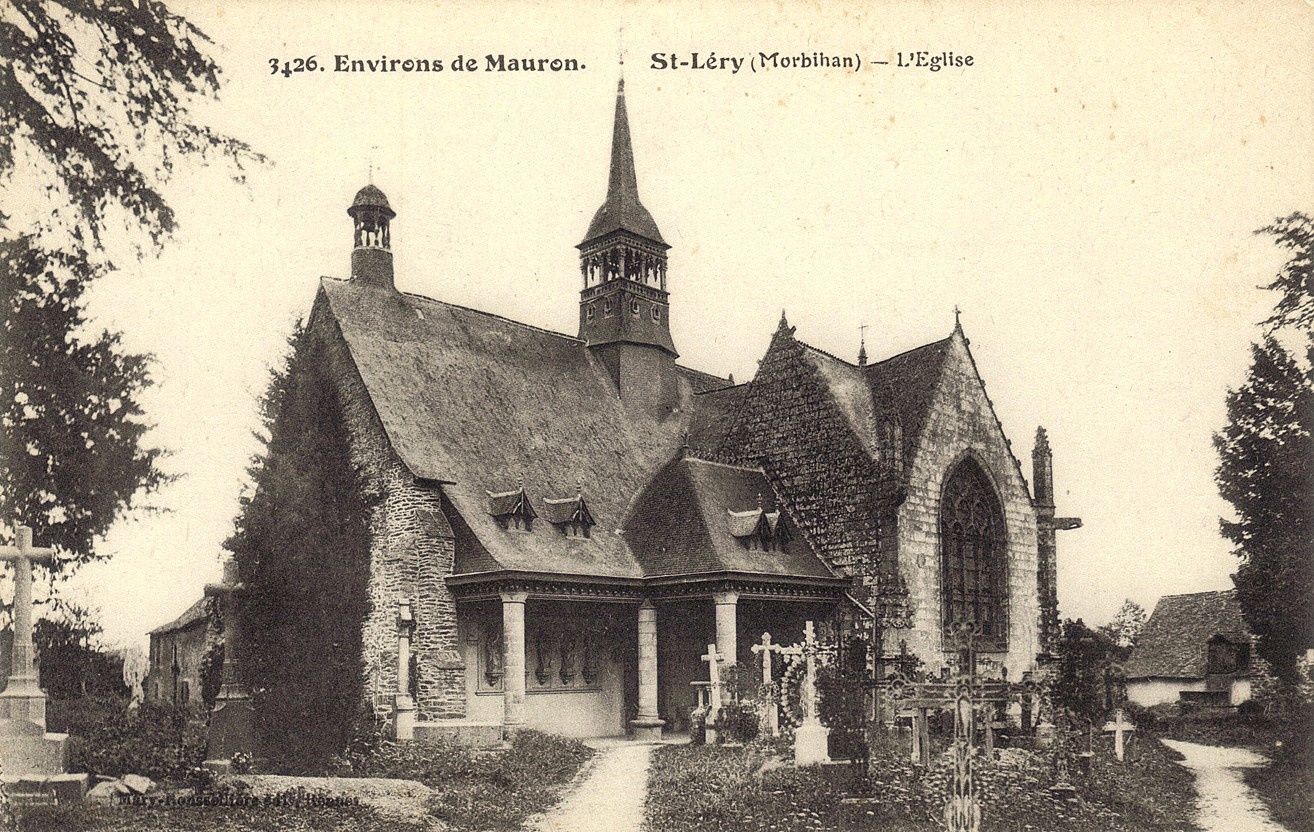
Saint-Léry ː l'église paroissiale Saint-Léry au début du XXe siècle (carte postale).
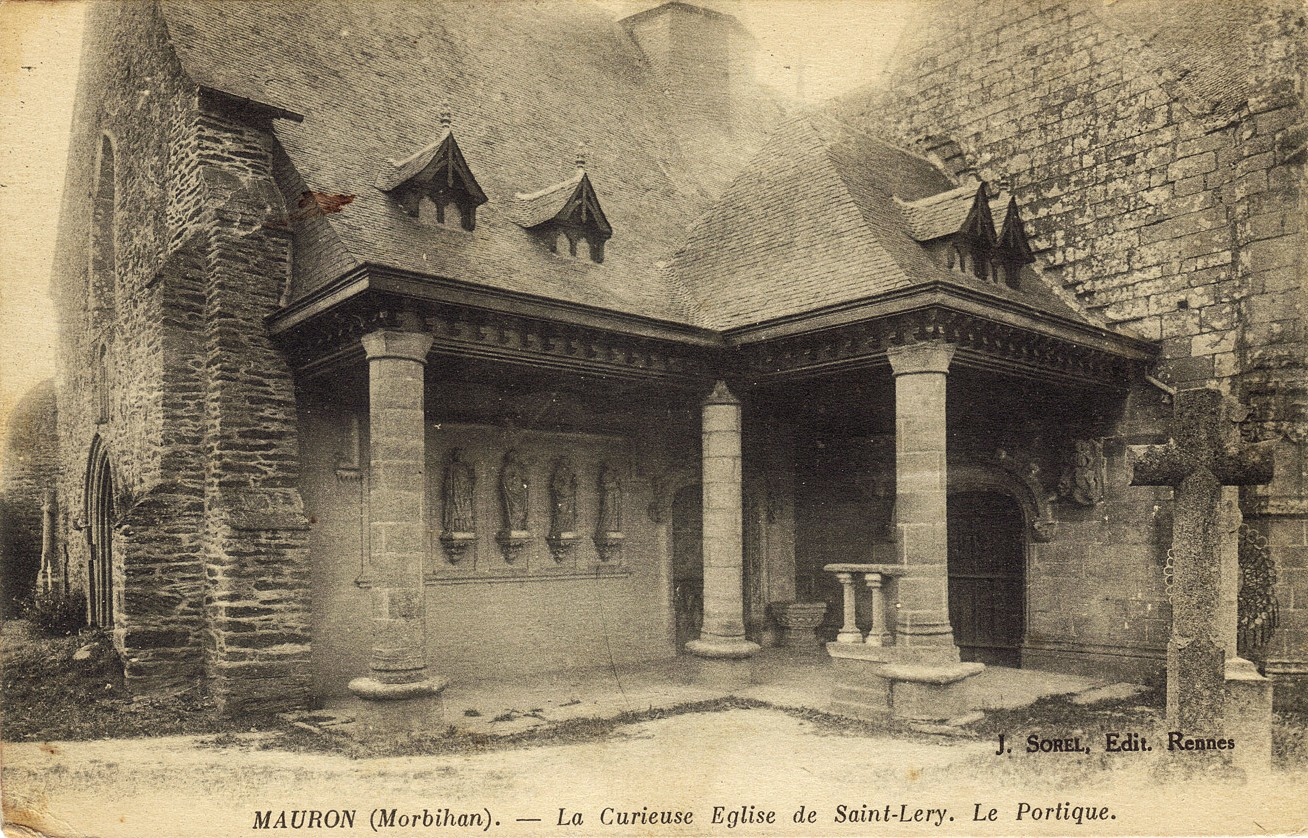
Saint-Léry ː le porche de l'église Saint-Léry au début du XXe siècle (carte postale).
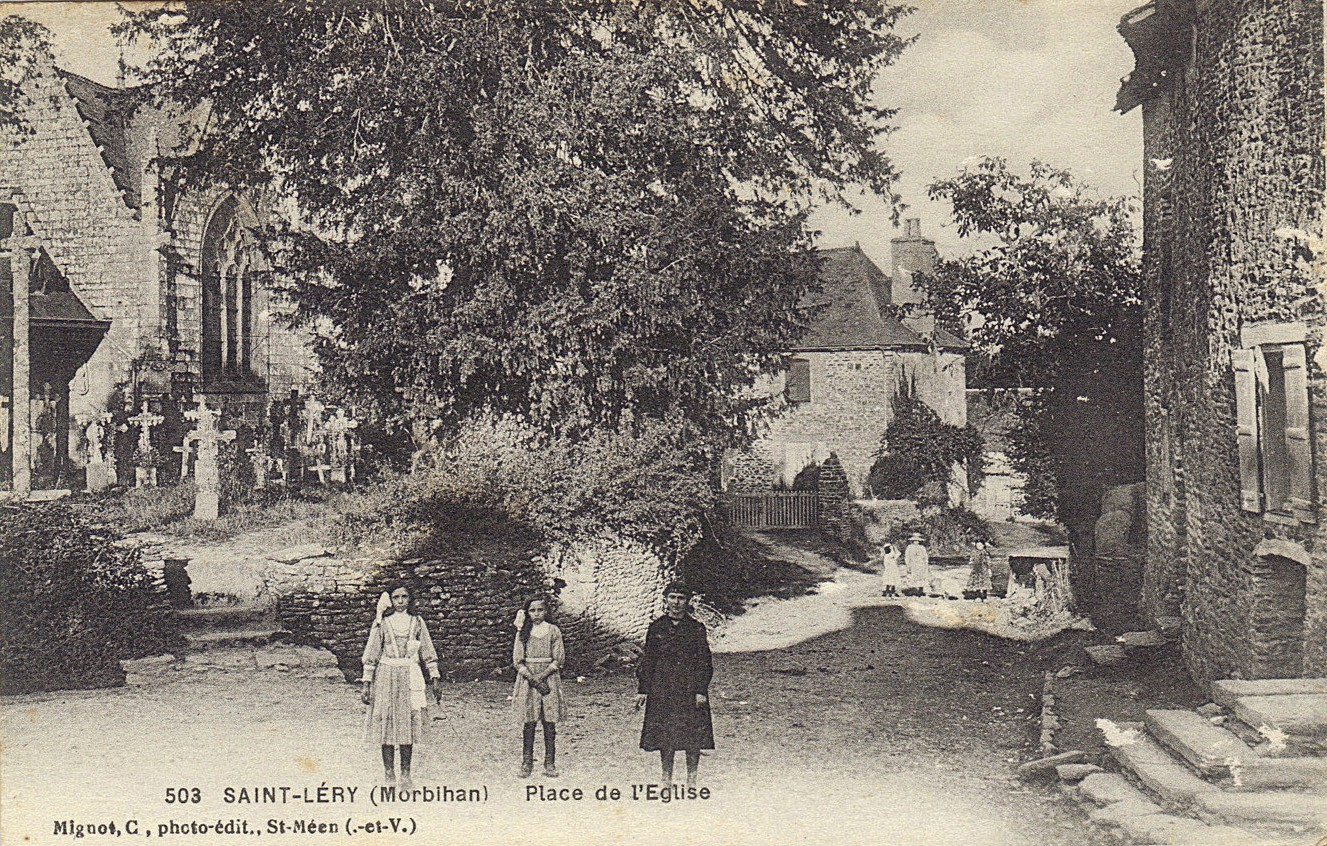
Saint-Léry ː la Place de l'Église au début du XXe siècle (carte postale).
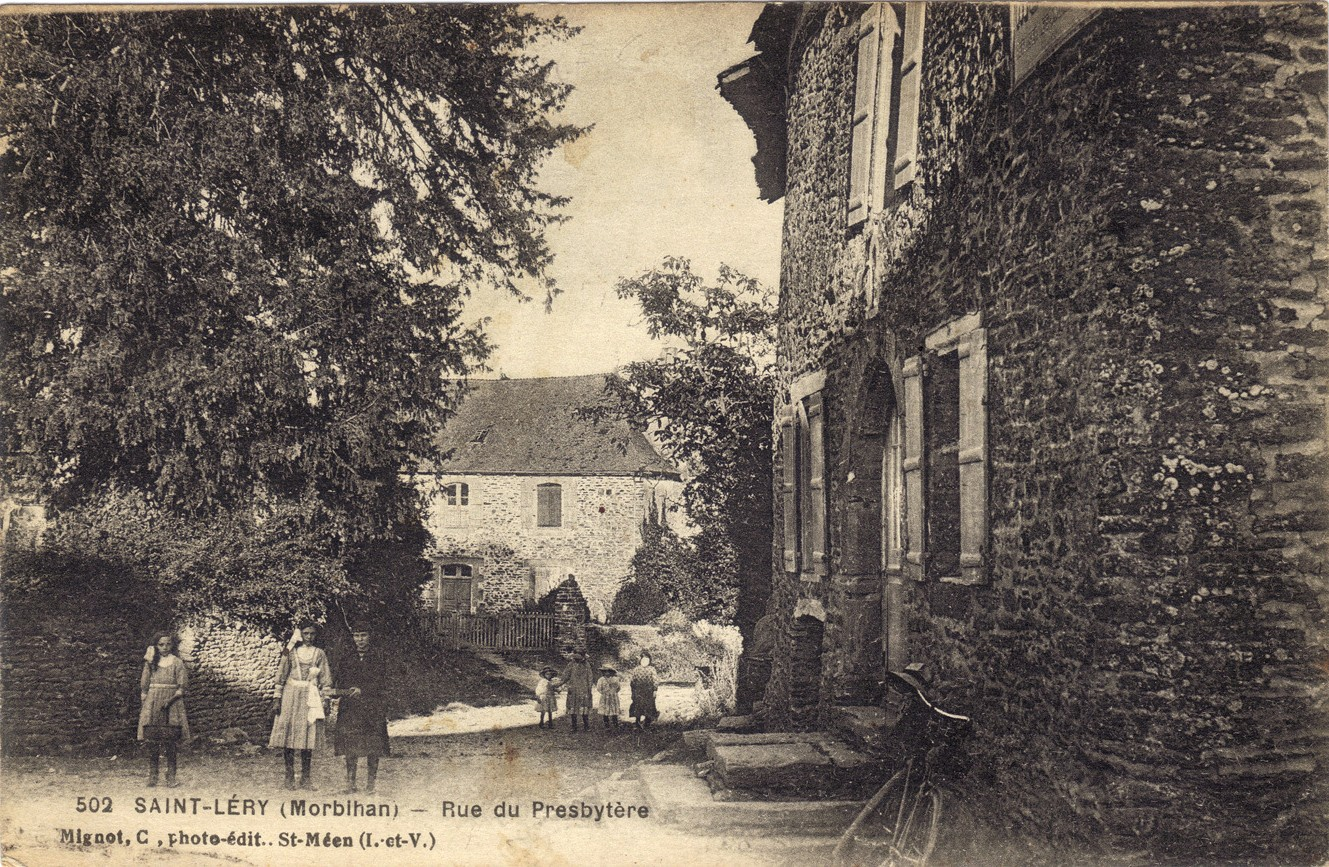
Saint-Léry ː la Rue du presbytère au début du XXe siècle (carte postale).
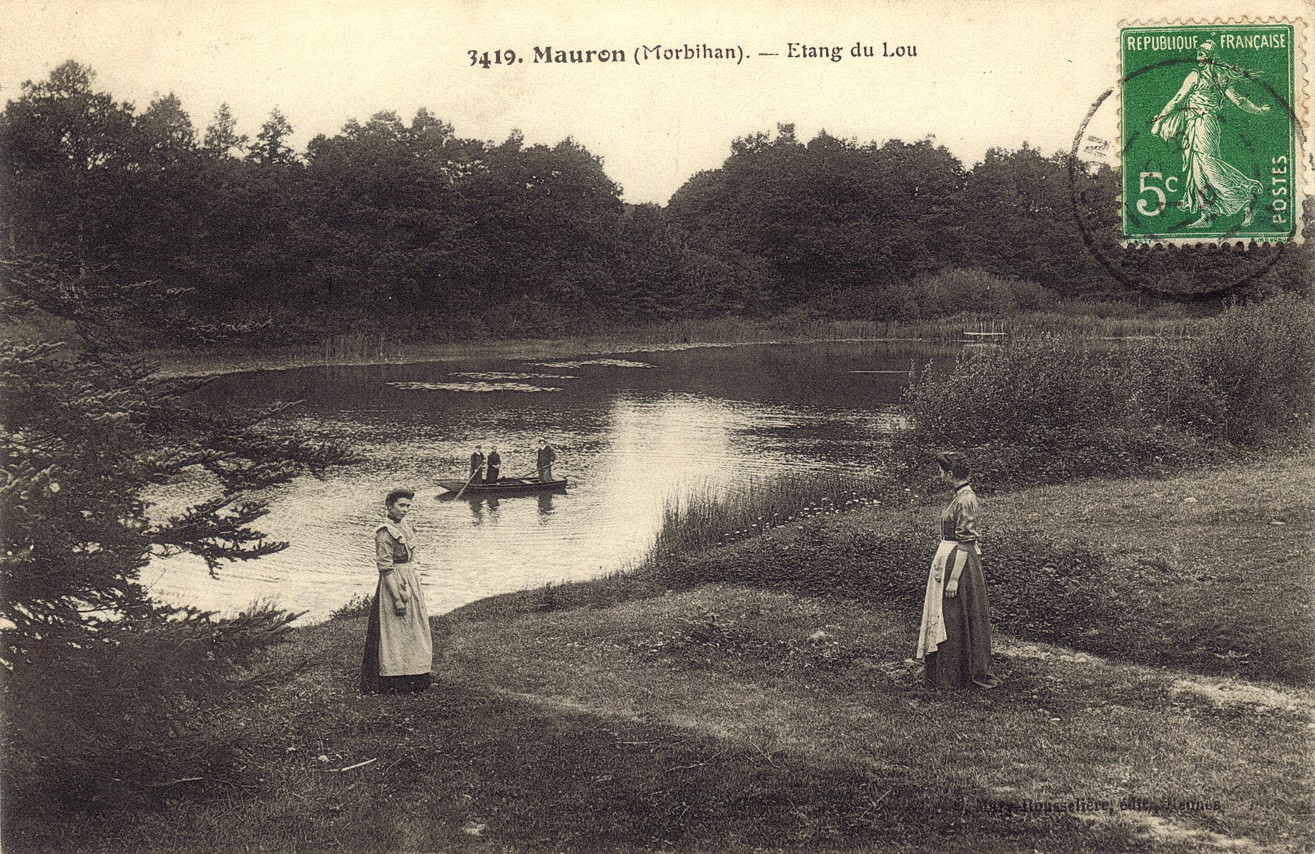
Saint-Léry ː l'étang du Loû au début du XXe siècle (carte postale).

Emmanuel Desgrées, seigneur du Loû, avocat, fut le fondateur du journal L'Ouest-Éclair en 1899.
Bertrand Desprez de la Morlais, maire de Saint-Léry, fut condamné à 25 francs d'amende pour outrages aux gendarmes de la brigade de Mauron lors de l'inventaire des biens d'église auquel il s'opposa. Il fut révoqué le 15 mars 1907

#### La Première Guerre mondiale
Le monument aux morts de Saint-Léry porte les noms de 13 soldats morts pour la France pendant la Première Guerre mondiale : parmi eux Lucien Théaud, caporal, est mort de maladie le 25 avril 1917 alors qu'il était interné en Suisse ; tous les autres sont morts sur le sol français (dont Raoul Des Prez de la Morlais, capitaine au 270e régiment d'infanterie , chevalier de la Légion d'honneur et Croix de guerre avec palme, mort des suites de ses blessures le 2 septembre 1914 à l'hôpital Bégin de Saint-Mandé et Eugène Guillotin, sergent au 161e régiment d'infanterie, Croix de guerre avec étoile d'argent, tué à l'ennemi le 25 septembre 1915 à Saint-Hilaire-le-Grand (Marne).

#### L'Entre-deux-guerres

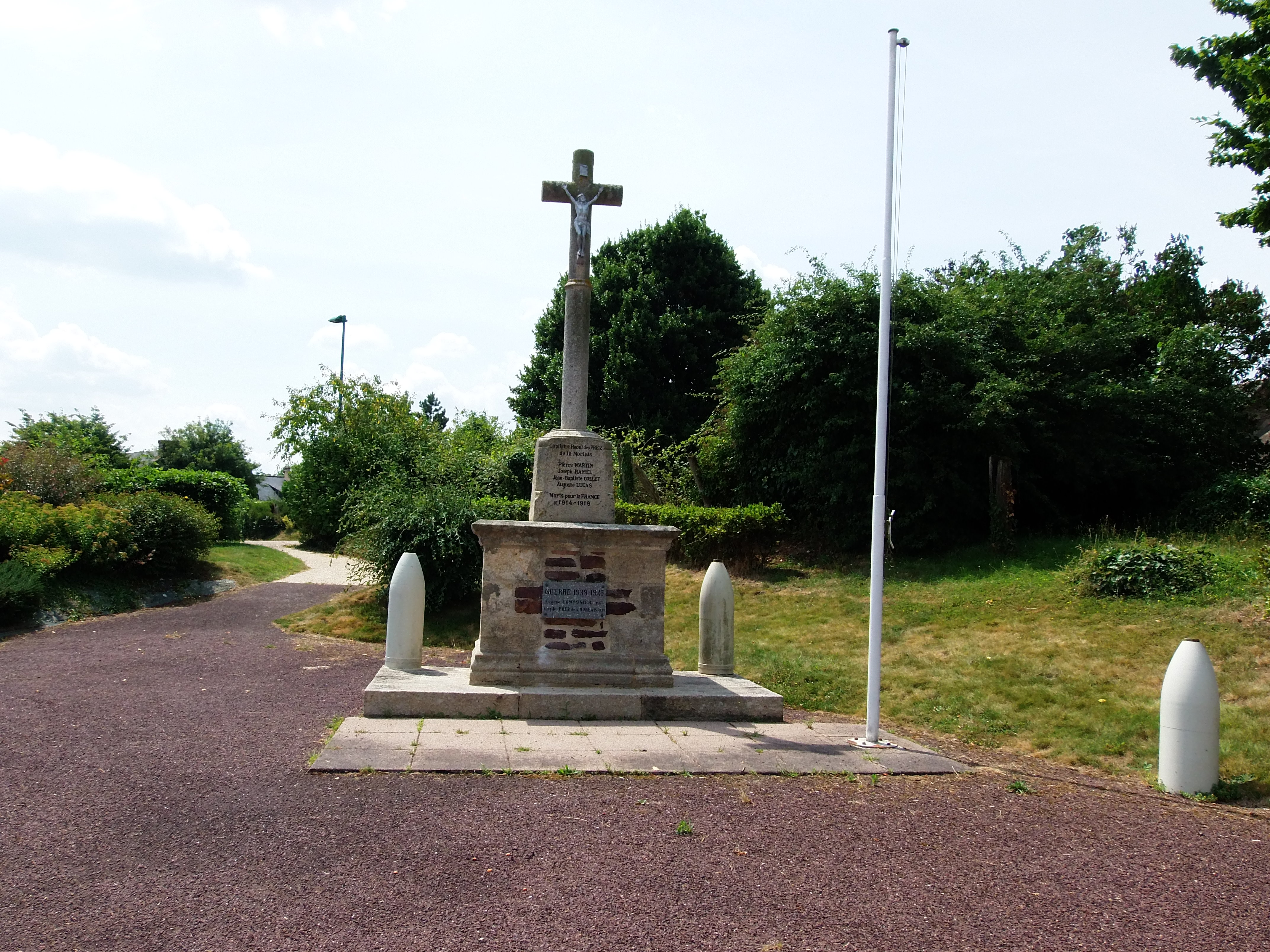
Le monument aux morts de Saint-Léry.

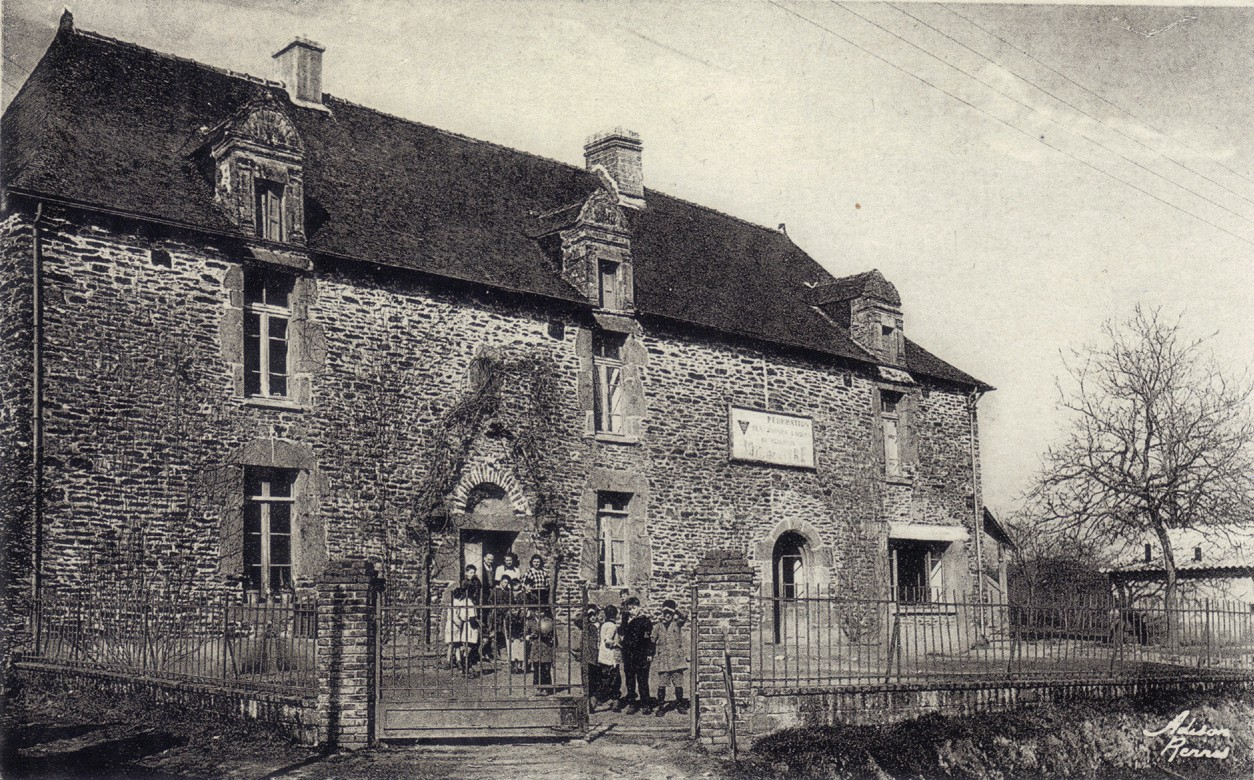
Saint-Léry ː le pensionnat de jeunes filles du Centre d'apprentissage ménager rural vers 1930 (carte postale).

Anne des Prez de la Morlais, fille de Maurice des Prez de la Morlais (alors maire de Saint-Léry), se marie le 17 juillet 1934 à Saint-Léry avec François Desgrées du Loû (fils d'Emmanuel Desgrées, fondateur du journal L'Ouest-Éclair), l'un des deux fondateurs le 7 août 1944 du journal Ouest-France, avec son beau-frère Paul Hutin-Desgrées.

#### La Seconde Guerre mondiale
Le monument aux morts de Saint-Léry porte les noms de 2 personnes mortes pour la France pendant la Seconde Guerre mondiale : Eugène Communier, prisonnier de guerre mort le 15 juillet 1941 à Staßfurt, un kommando dépendant du camp de concentration de Buchenwald et Guy Des Prez de la Morlais, résistant, pilote d'avion, mort le 24 avril 1944 au camp de concentration de Bergen-Belsen.

## Politique et administration

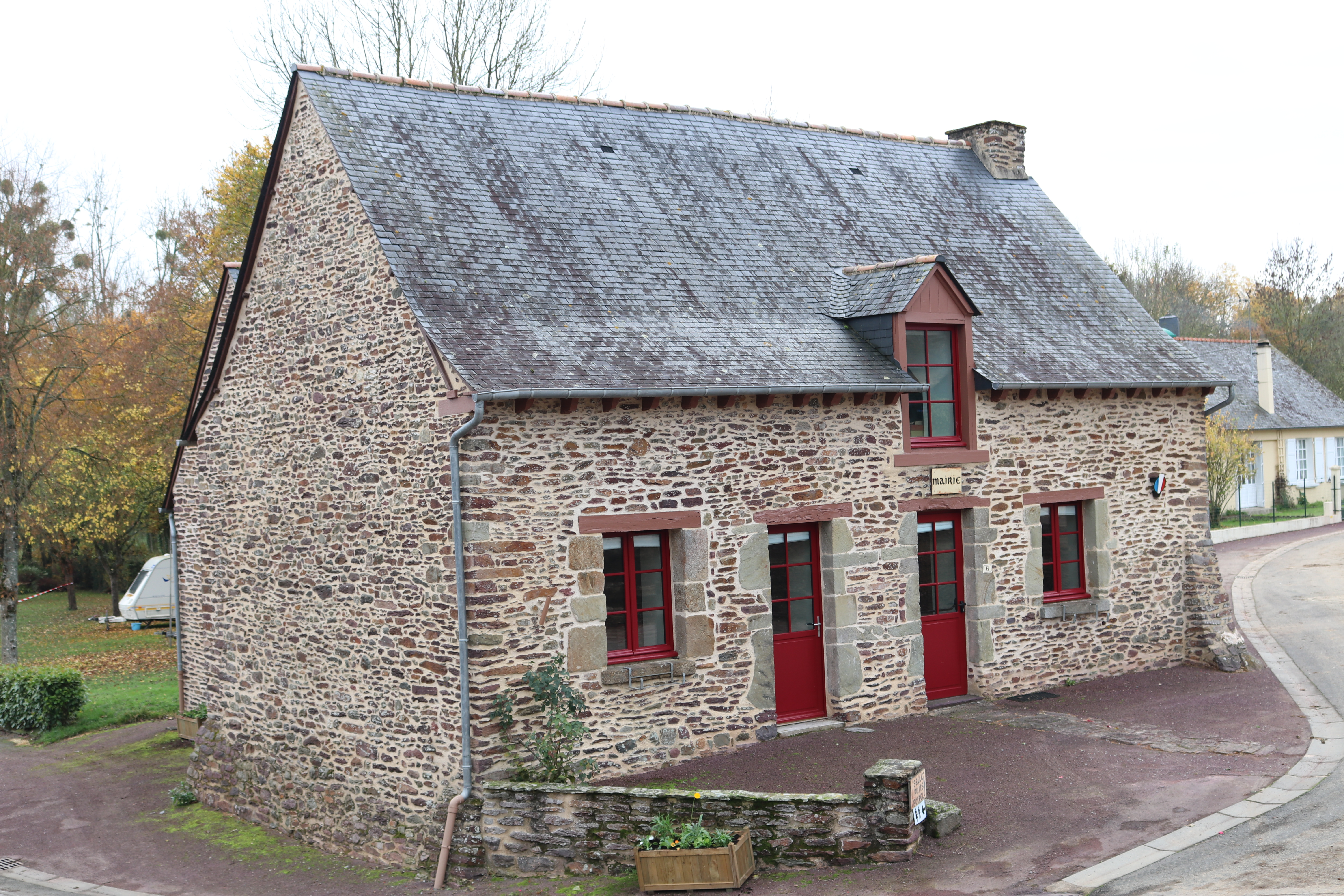
La mairie de Saint-Léry.

| Période                                  | Période       | Identité                         | Étiquette | Qualité |
| ---------------------------------------- | ------------- | -------------------------------- | --------- | --- |
| 1793                                     | 1798          | Guillaume Boscher                |           | Officier public. |
| 1798                                     | 1815          | Julien Mahé                      |           | |
| 1815                                     | 1834          | Pierre Desbois                   |           | |
| 1835                                     | 1860          | Jean-Marie Mahé.                 |           | Fils de Julien Mahé, maire entre 1801 et 1807. |
| 1860                                     | 1865          | Yves-Raoul Desprez de la Morlais |           | Officier d'infanterie. Conseiller général de 1848 à 1864. Habitait le château du Loû. |
| 1865                                     | 1892          | Jean-Marie Bouchard              |           | Laboureur et marchand. |
| 1892                                     | 1907          | Bertrand Desprez de la Morlais   |           | Propriétaire. Conseiller général entre 1871 et 1875. Habitait le château du Loû. Révoqué le 15 mars 1907. |
|                                          |               |                                  |           | |
| 1933                                     |               | Maurice Desprez de la Morlais    |           | Vicomte. Fils de Bertrand Desprez de la Morlais, maire entre 1892 et 1908. Habitait le château du Loû. Ancien élève de l'Ecole Spéciale Militaire de Saint-Cyr (Promotion « de Bourbaki »). Capitaine d'Infanterie, Capitaine aviateur à Épinal (dit "1er bombardier de France" pendant la Grande Guerre), Lieutenant-colonel. |
|                                          |               |                                  |           | |
| 2001                                     | 2008          | Maurice Josse                    | SE        | |
| 2008                                     | décembre 2010 | Raymond Thebaud                  |           | |
| décembre 2010                            | 23 mai 2020   | Annick Homo                      |           | Religieuse. Chevalier de l'Ordre national du mérite le 23 septembre 2022. |
| 23 mai 2020                              | En cours      | Daniel Manenc                    |           | |
| Les données manquantes sont à compléter. |               |                                  |           | |

## Démographie
L'évolution du nombre d'habitants est connue à travers les recensements de la population effectués dans la commune depuis 1793. Pour les communes de moins de 10 000 habitants, une enquête de recensement portant sur toute la population est réalisée tous les cinq ans, les populations de référence des années intermédiaires étant quant à elles estimées par interpolation ou extrapolation. Pour la commune, le premier recensement exhaustif entrant dans le cadre du nouveau dispositif a été réalisé en 2005.

En 2022, la commune comptait 205 habitants, en évolution de +7,89 % par rapport à 2016 (Morbihan : +3,82 %, France hors Mayotte : +2,11 %).
| 1793 | 1800 | 1806 | 1821 | 1831 | 1836 | 1841 | 1846 | 1851 |
| ---- | ---- | ---- | ---- | ---- | ---- | ---- | ---- | ---- |
| 300  | 305  | 294  | 328  | 318  | 311  | 288  | 291  | 314  |

| 1856 | 1861 | 1866 | 1872 | 1876 | 1881 | 1886 | 1891 | 1896 |
| ---- | ---- | ---- | ---- | ---- | ---- | ---- | ---- | ---- |
| 291  | 284  | 287  | 261  | 246  | 247  | 271  | 279  | 265  |

| 1901 | 1906 | 1911 | 1921 | 1926 | 1931 | 1936 | 1946 | 1954 |
| ---- | ---- | ---- | ---- | ---- | ---- | ---- | ---- | ---- |
| 256  | 245  | 240  | 201  | 201  | 185  | 190  | 182  | 177  |

| 1962 | 1968 | 1975 | 1982 | 1990 | 1999 | 2005 | 2006 | 2010 |
| ---- | ---- | ---- | ---- | ---- | ---- | ---- | ---- | ---- |
| 149  | 136  | 108  | 99   | 161  | 164  | 171  | 173  | 181  |

| 2015 | 2020 | 2022 | - | - | - | - | - | - |
| ---- | ---- | ---- | - | - | - | - | - | - |
| 189  | 208  | 205  | - | - | - | - | - | - |

## Lieux et monuments
- Église Saint-Léry (XIVe siècle - XVe siècle), inscrite le 15 juin 1925 au titre des Monuments historiques pour son transept et son porche d'entrée latéral[38].

Église de Saint-Léry ; vues extérieures
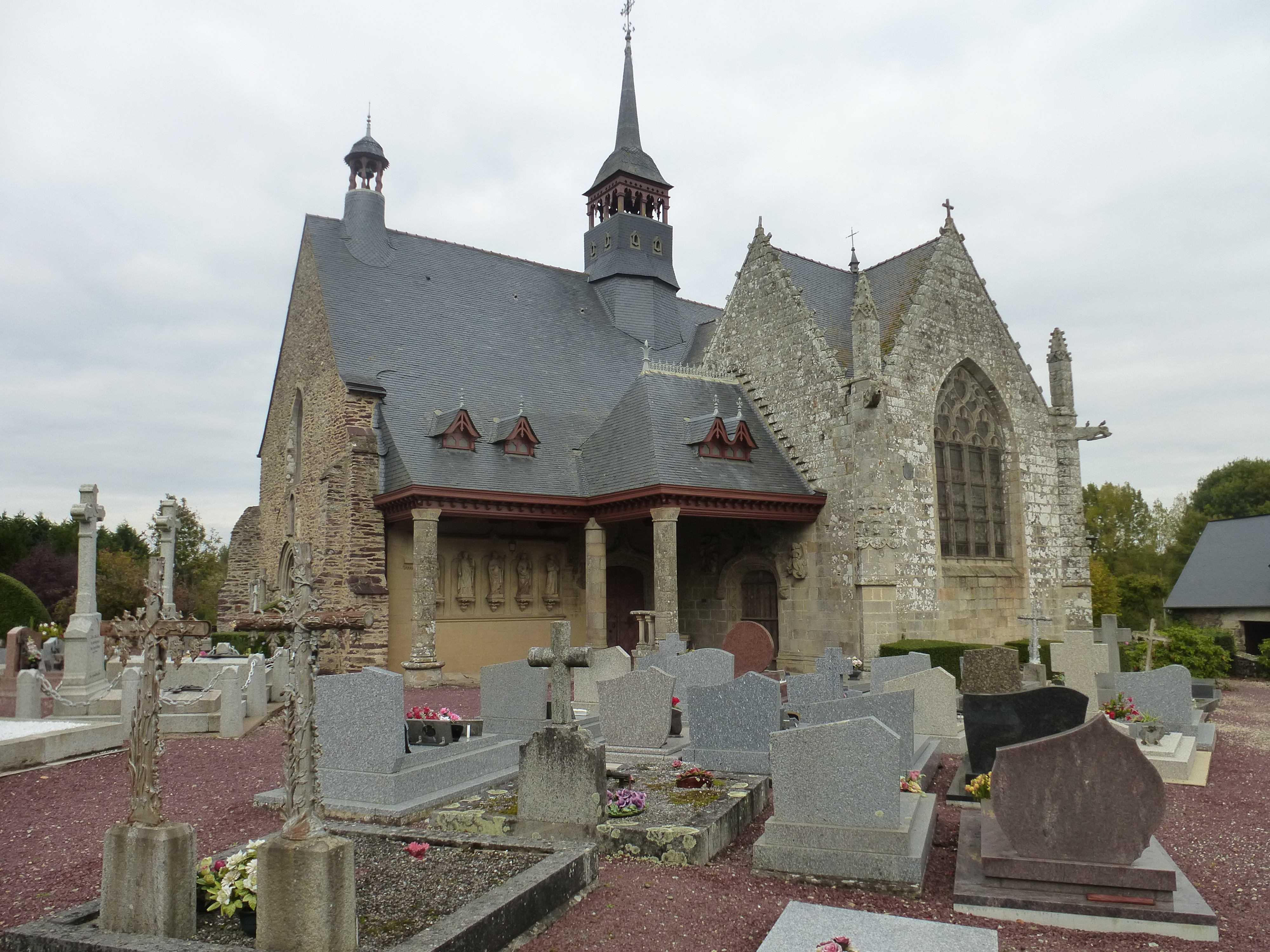
Vue extérieure d'ensemble du sud-ouest.
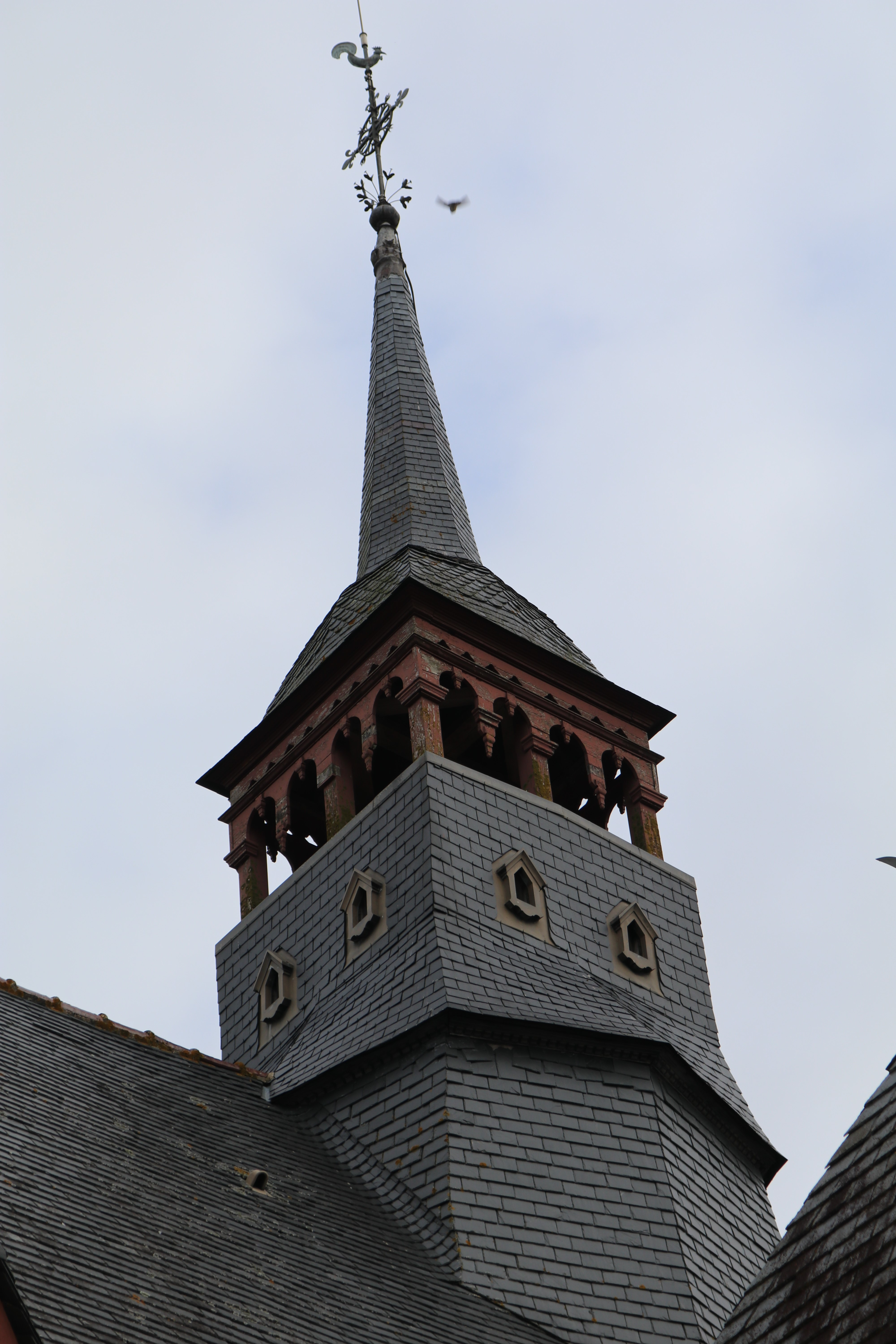
Le clocher.
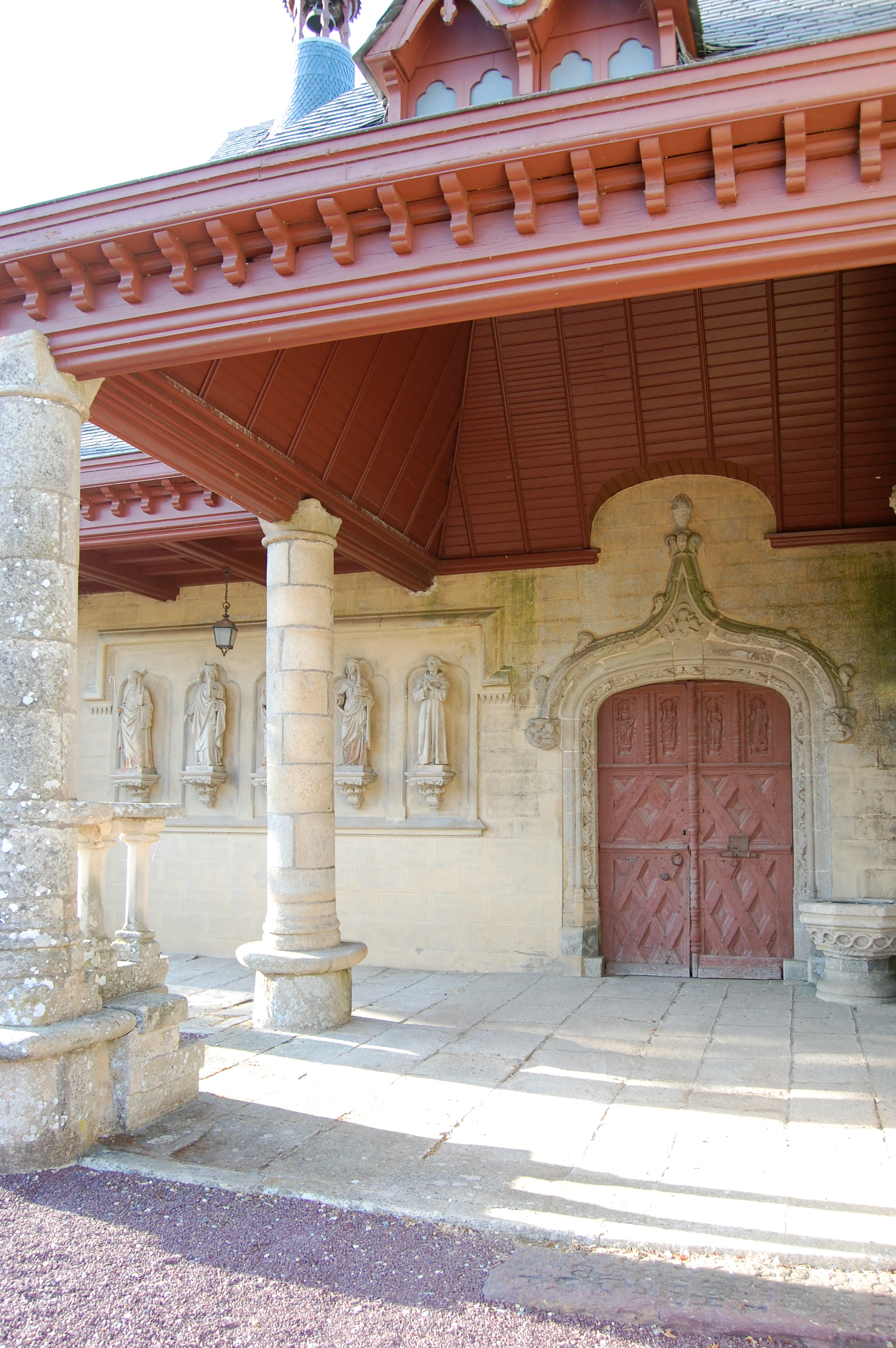
Le porche, MH
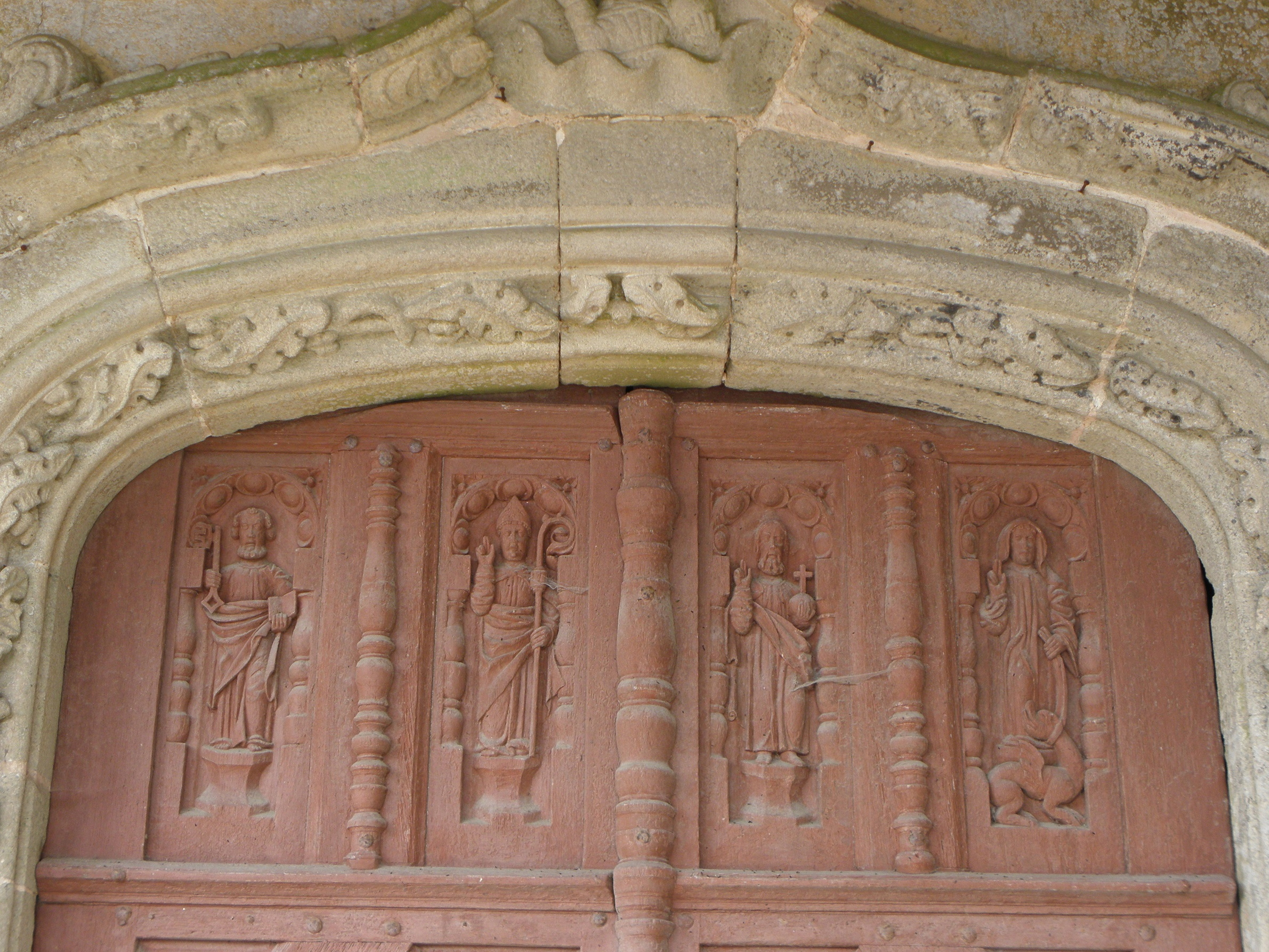
Portail de la costale sud de la nef. Tympan de la porte (XVIe siècle).

Église de Saint-Léry ; vues intérieures
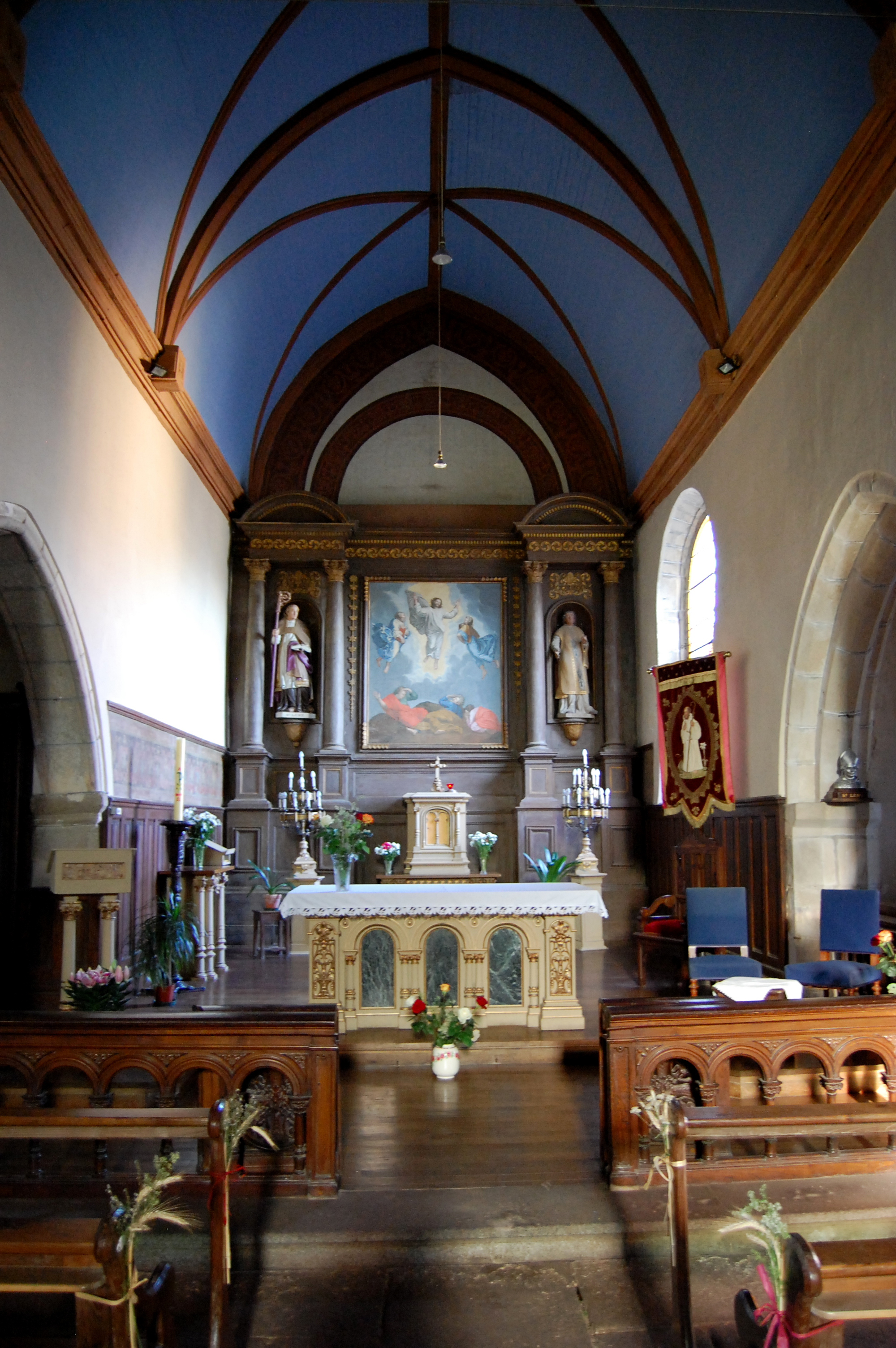
Vue intérieure d'ensemble et le Chœur
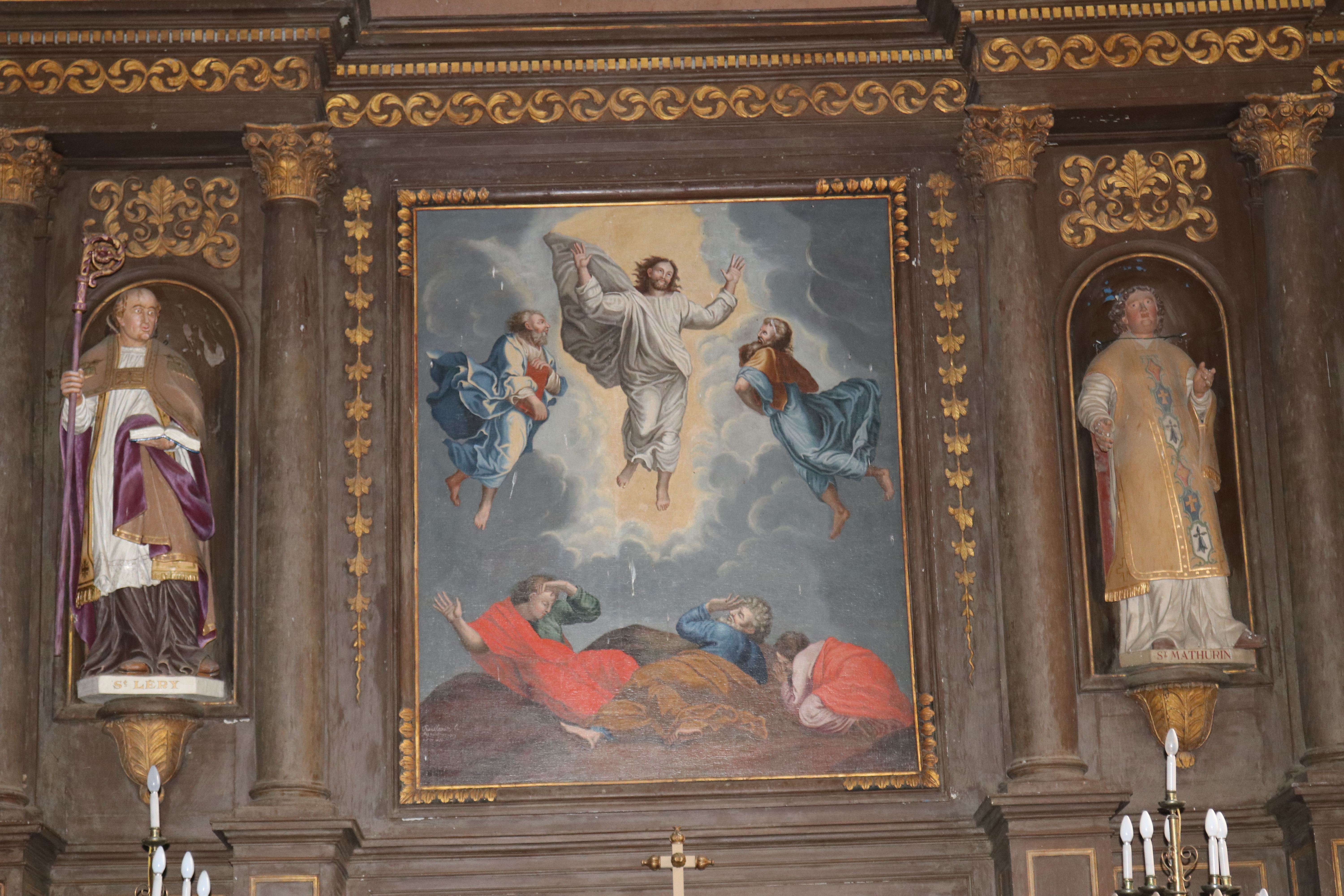
Retable situé derrière le maître-autel avec un tableau représentant la Transfiguration du Christ. De chaque côté du tableau, statues de saint Léry et de saint Mathurin.
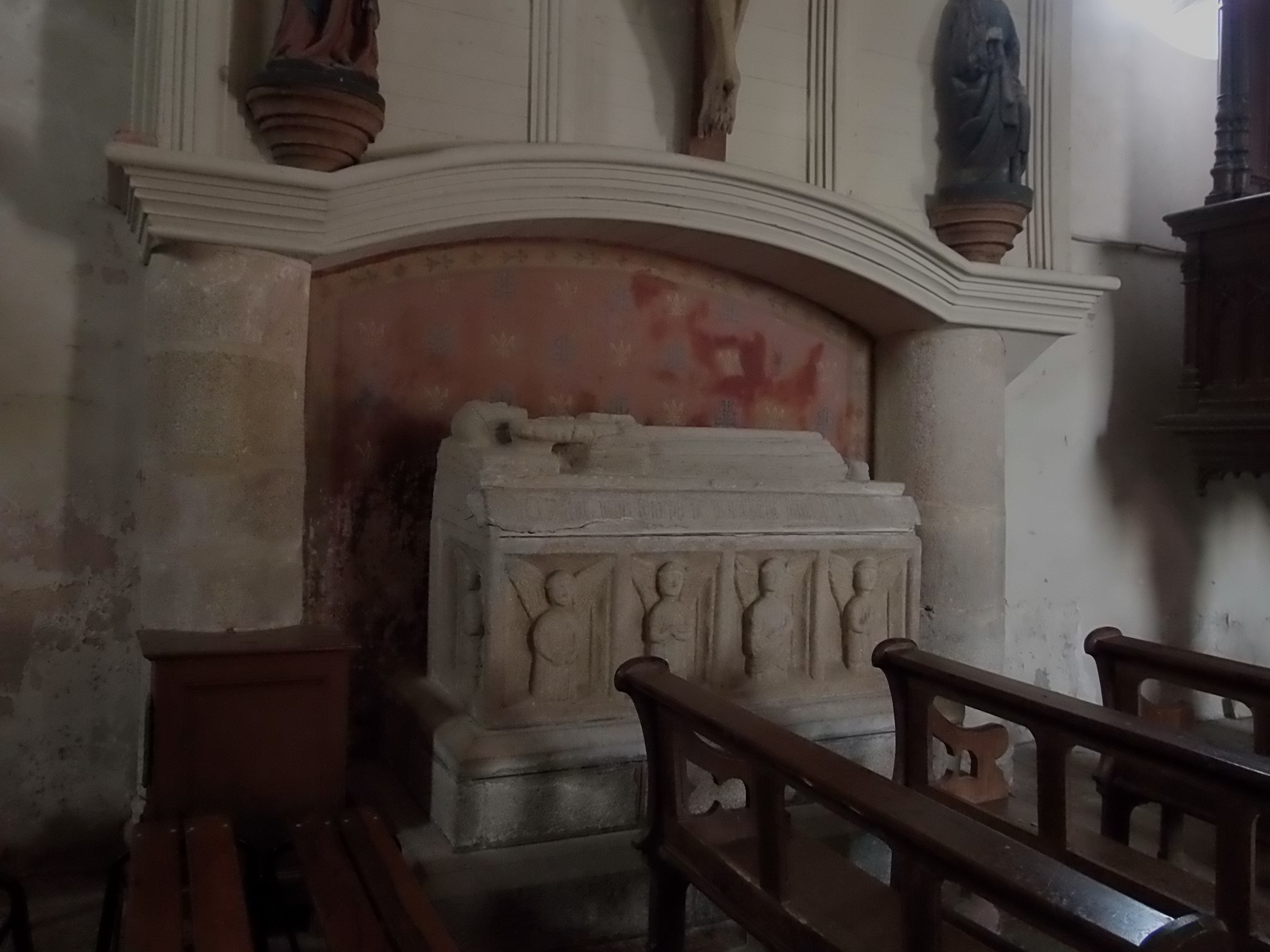
Enfeu en granite de saint Léry (XVIe siècle).
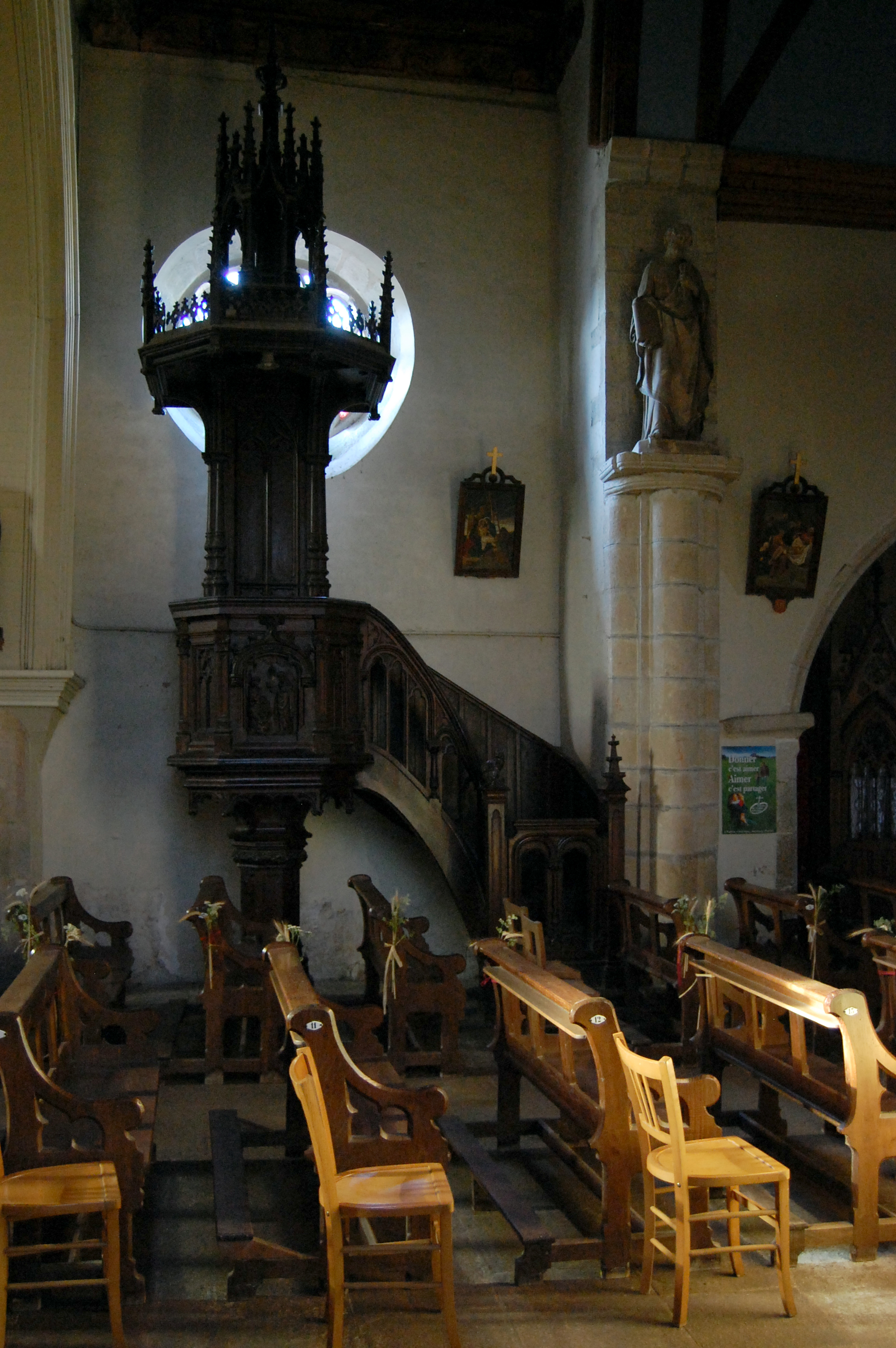
Chaire à prêcher
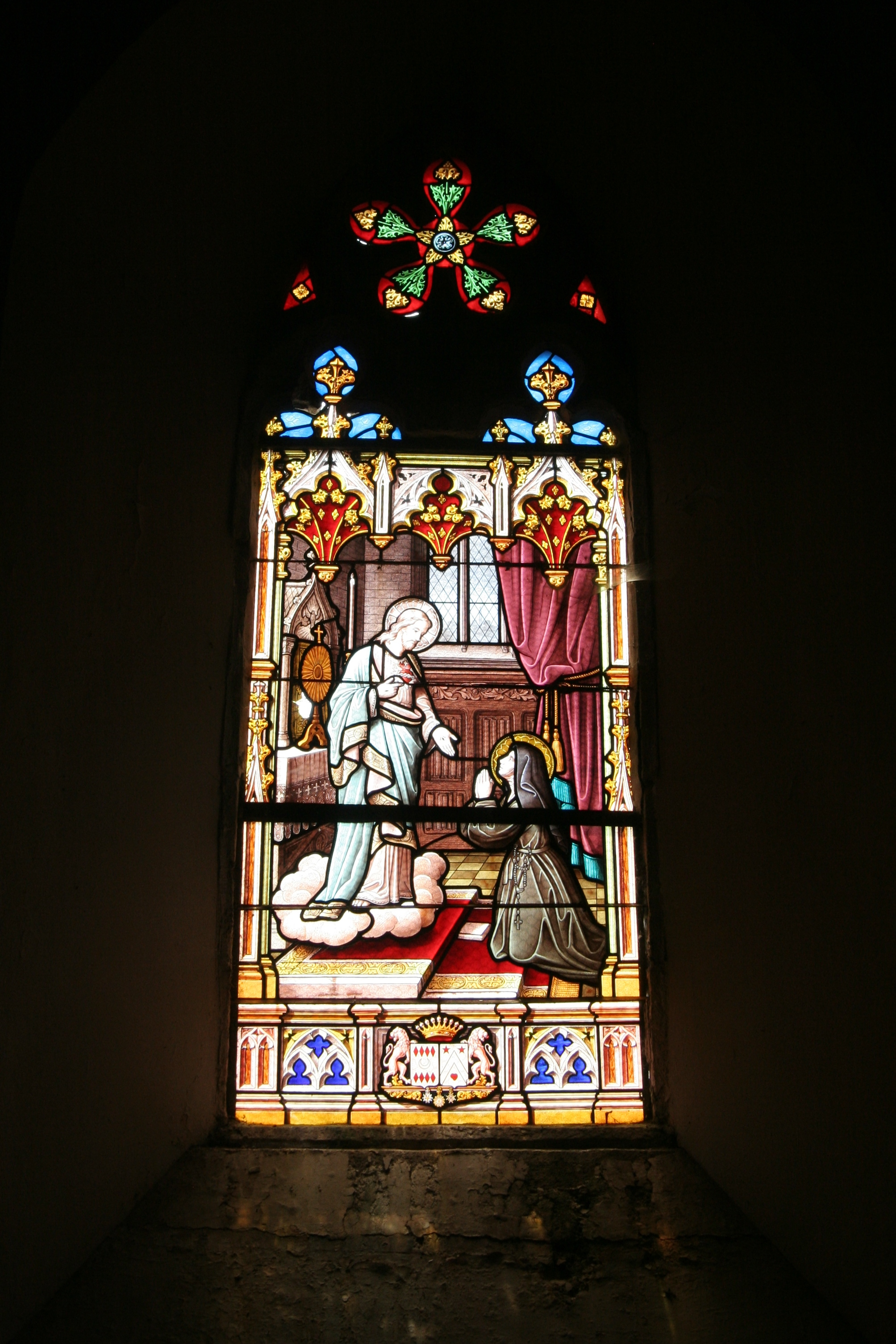
Vitrail situé dans la chapelle du Sacré-Cœur.

- Des croix monumentales :
  - Croix de cimetière

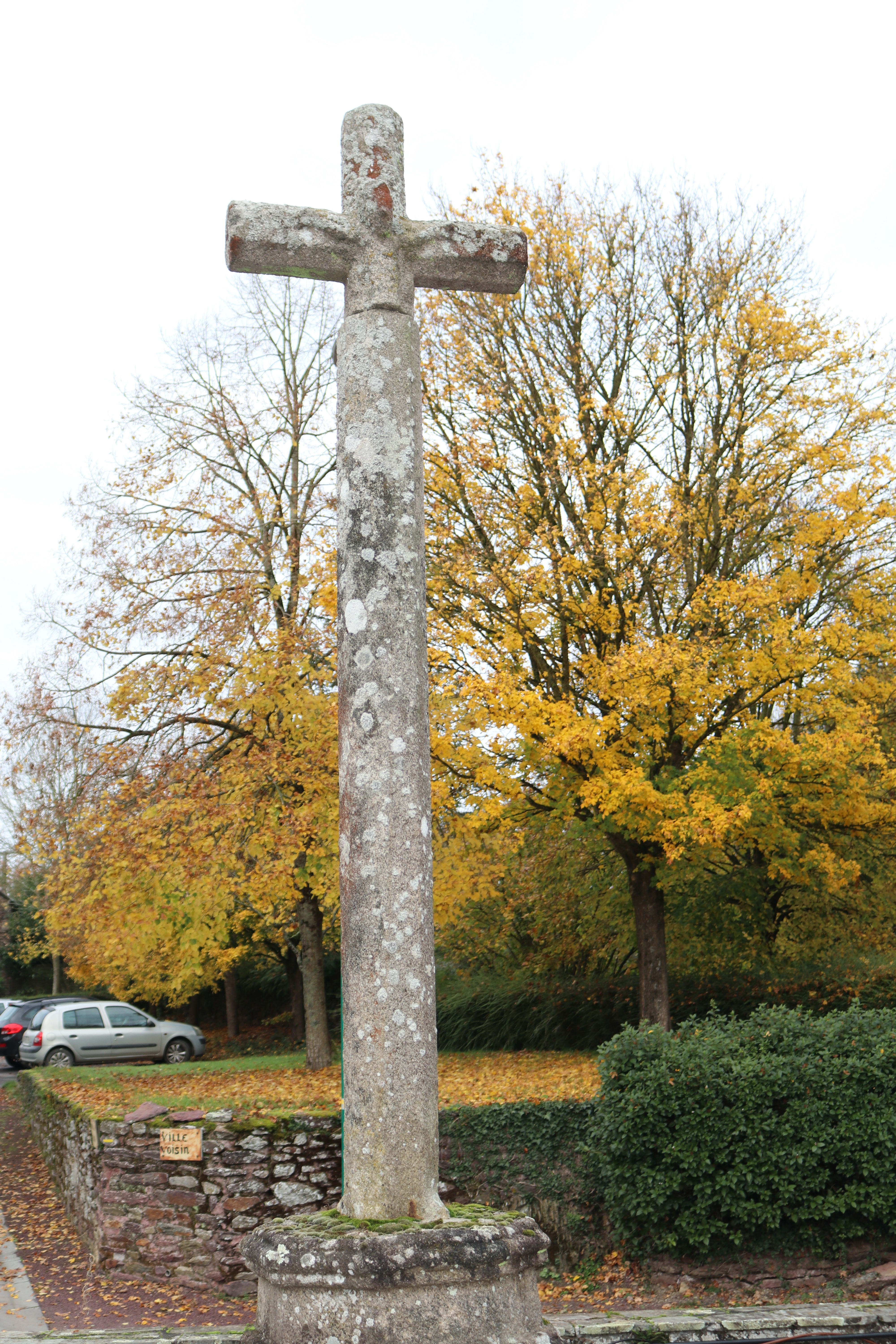
Vue d'ensemble de la Croix située à l'entrée du placître.
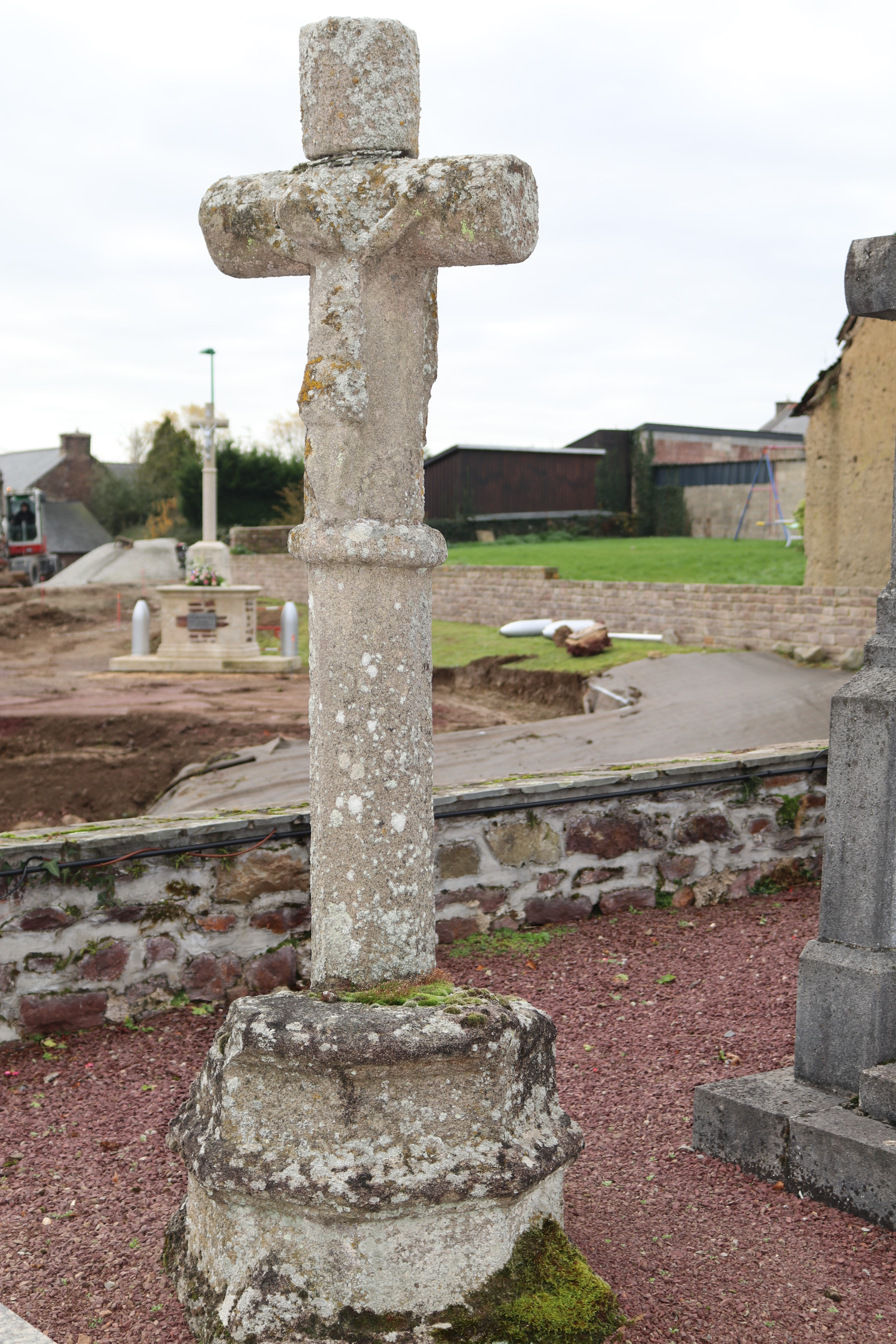
:Autre croix située dans le cimetière de Saint-Léry, côté sud, en bordure du mur délimitant le placître.
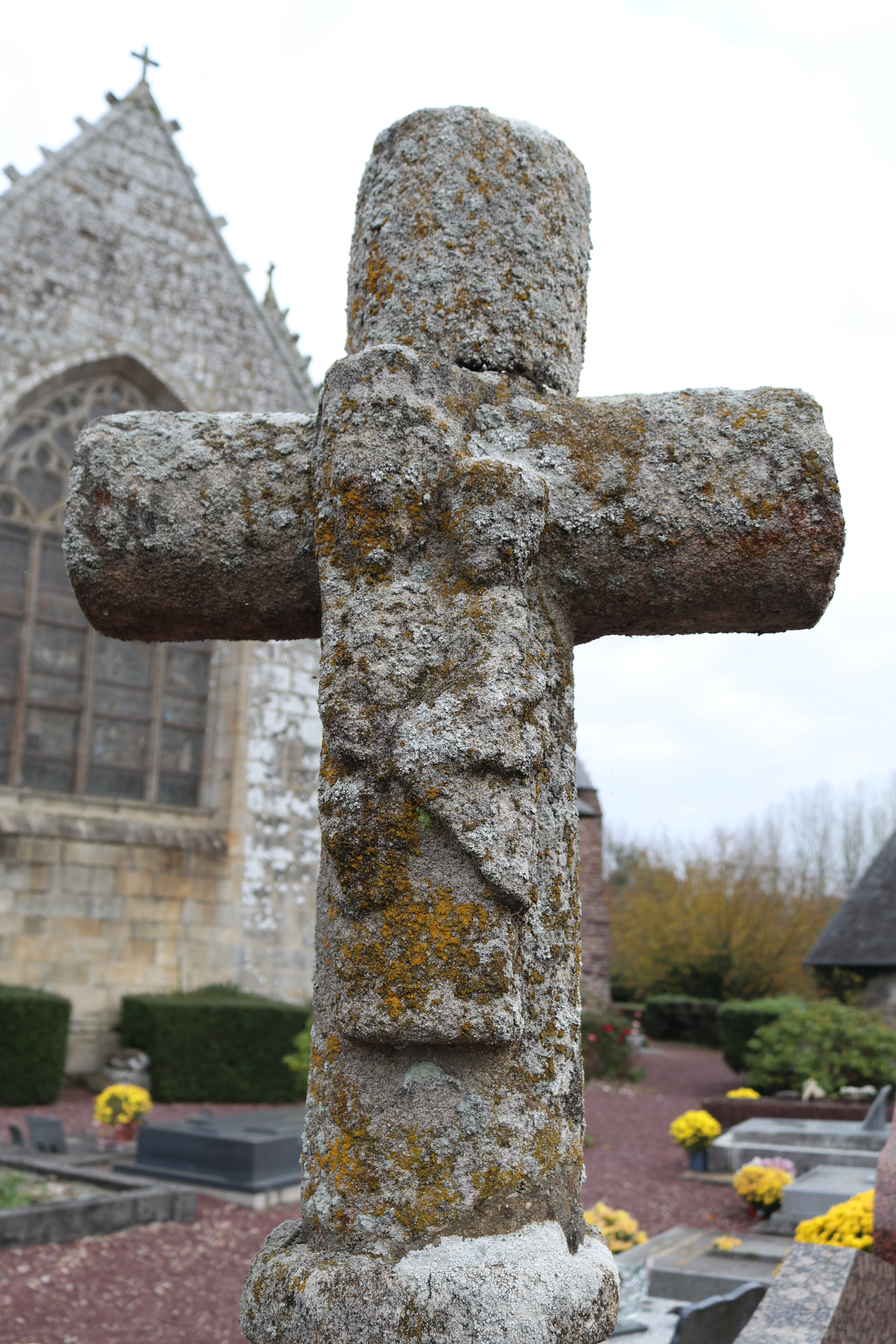
Vierge à l'Enfant (partie sommitale de la Croix  située côté sud, en bordure du mur délimitant le placître).
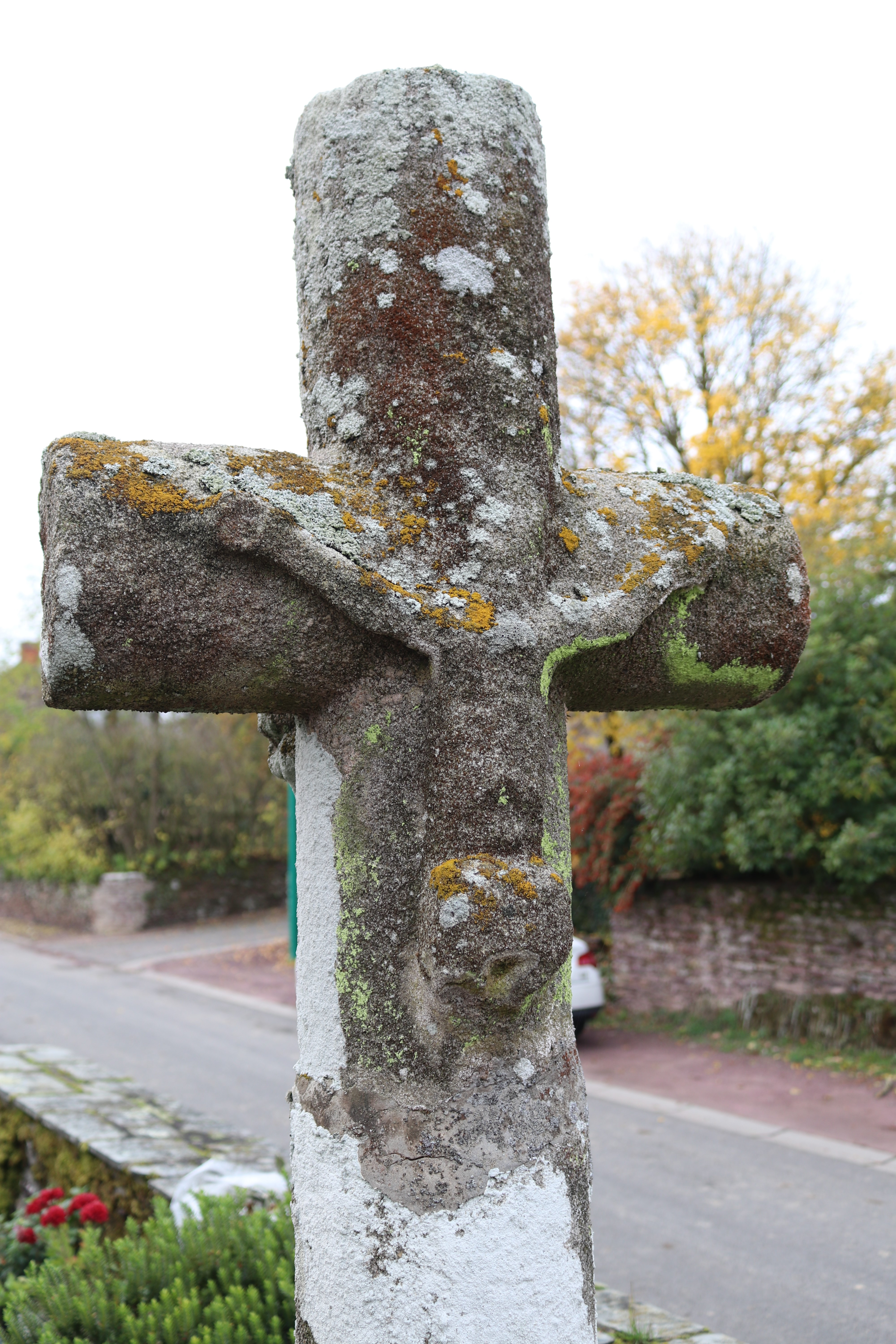
Christ en croix (partie sommitale de la Croix  située côté sud, en bordure du mur délimitant le placître).

- - Croix du jardin du presbytère surmontant la fontaine Saint-Léry :

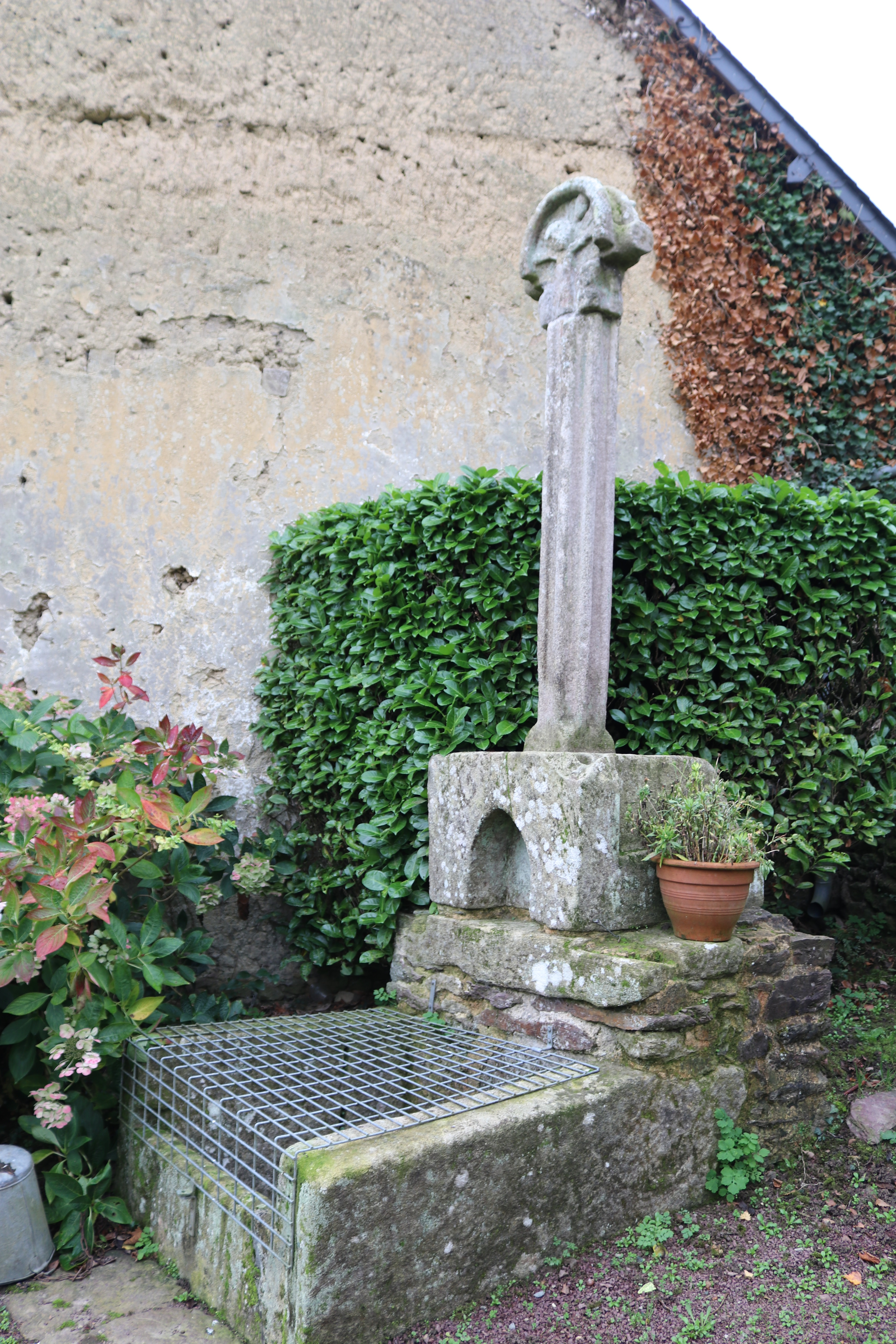
Croix de la Fontaine: vue générale.
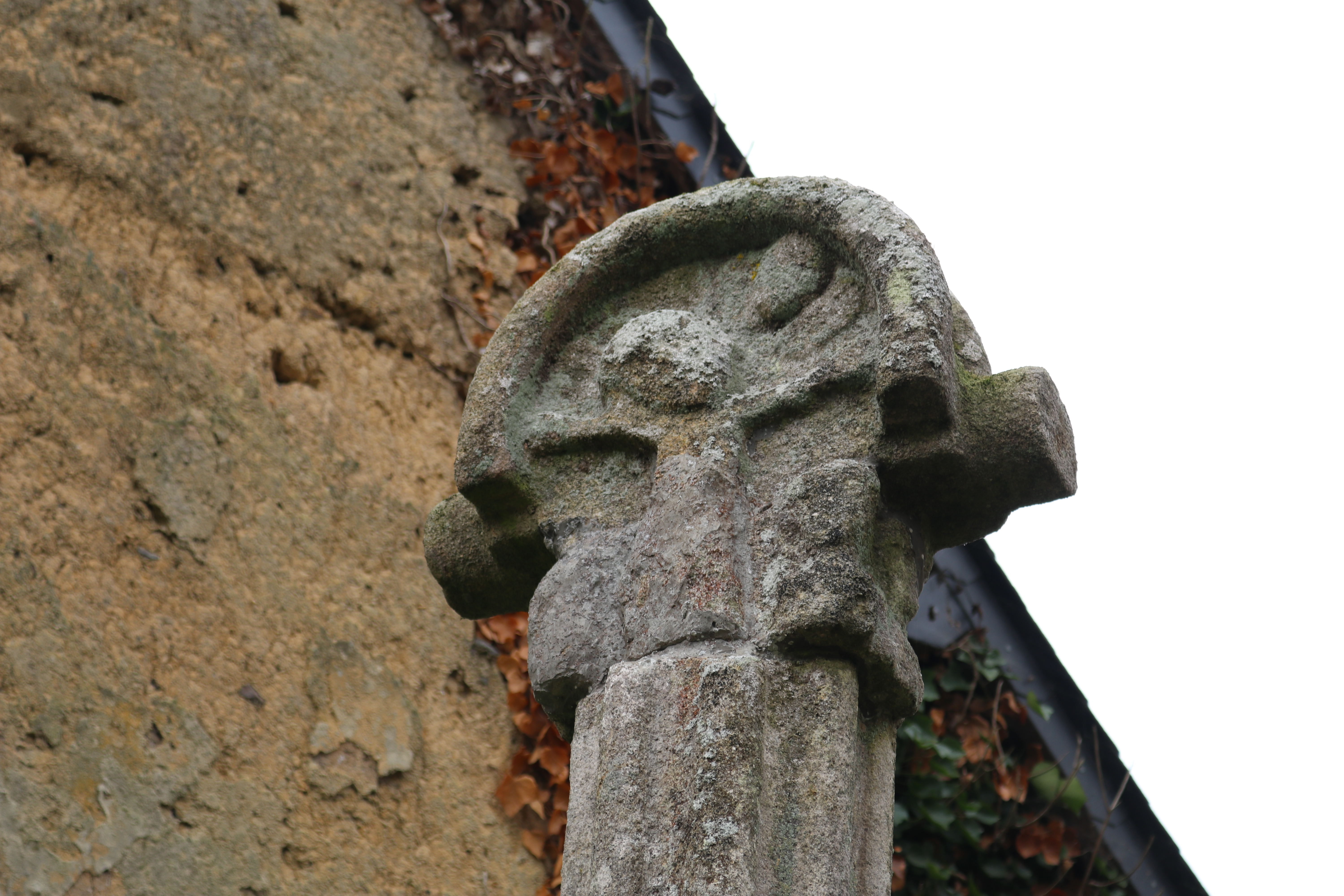
Croix de la Fontaine, partie sommitale (Christ en croix).

- Château du Loû, (construit au XVIIIe siècle,rénové en 1830) ; il a été rénové en 1830), fief de la famille Desgrées du Loû, dont plusieurs membres ont fait des carrières militaires ou médiatiques importantes.

Château du Loû
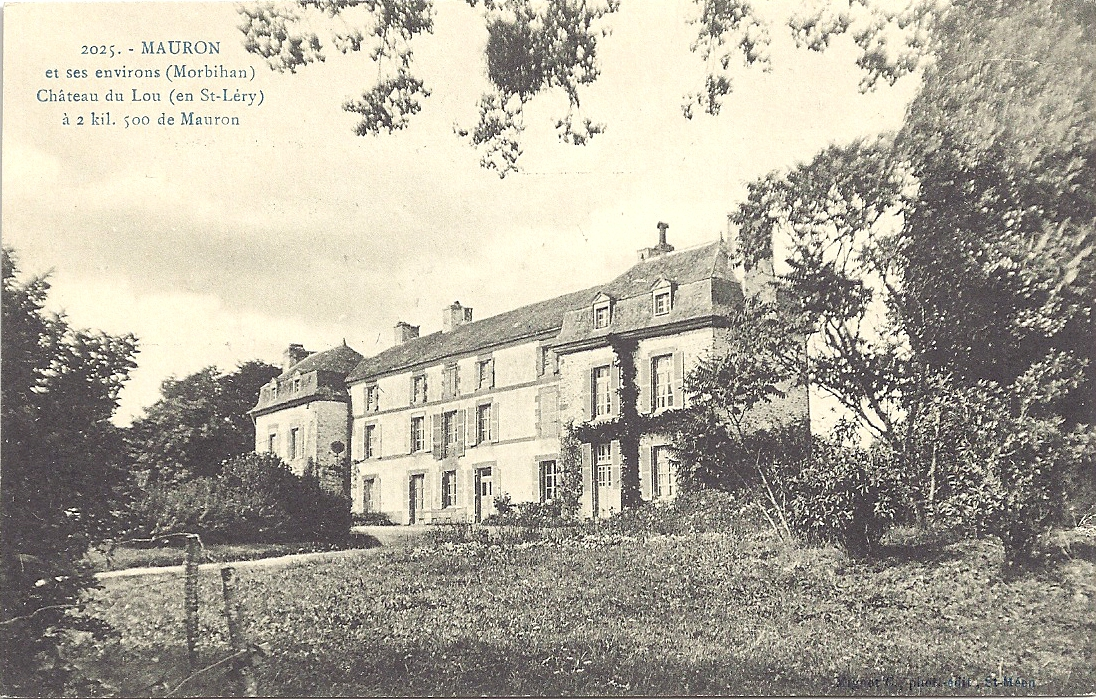
Le château du Lou au début du XXe siècle (carte postale).
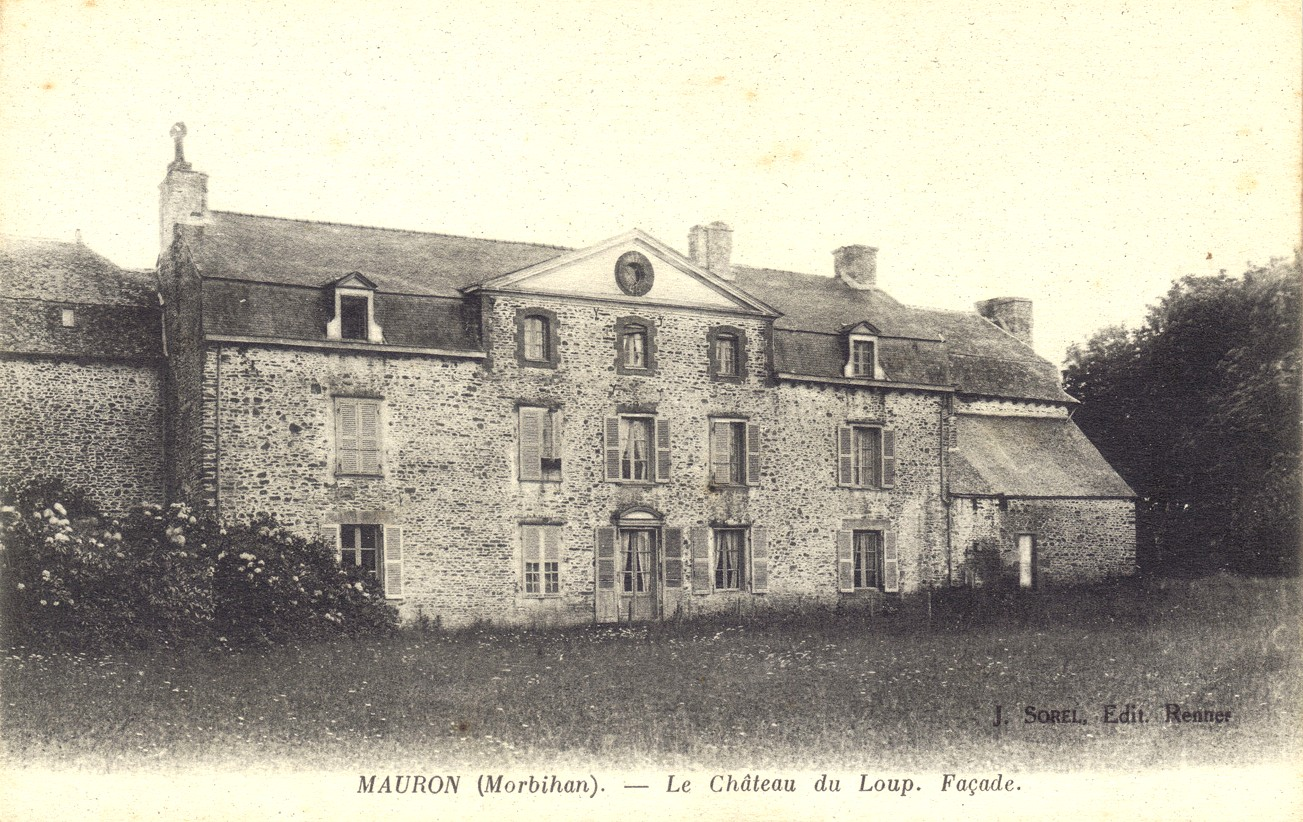
La façade du château du Loû au début du XXe siècle (carte postale).
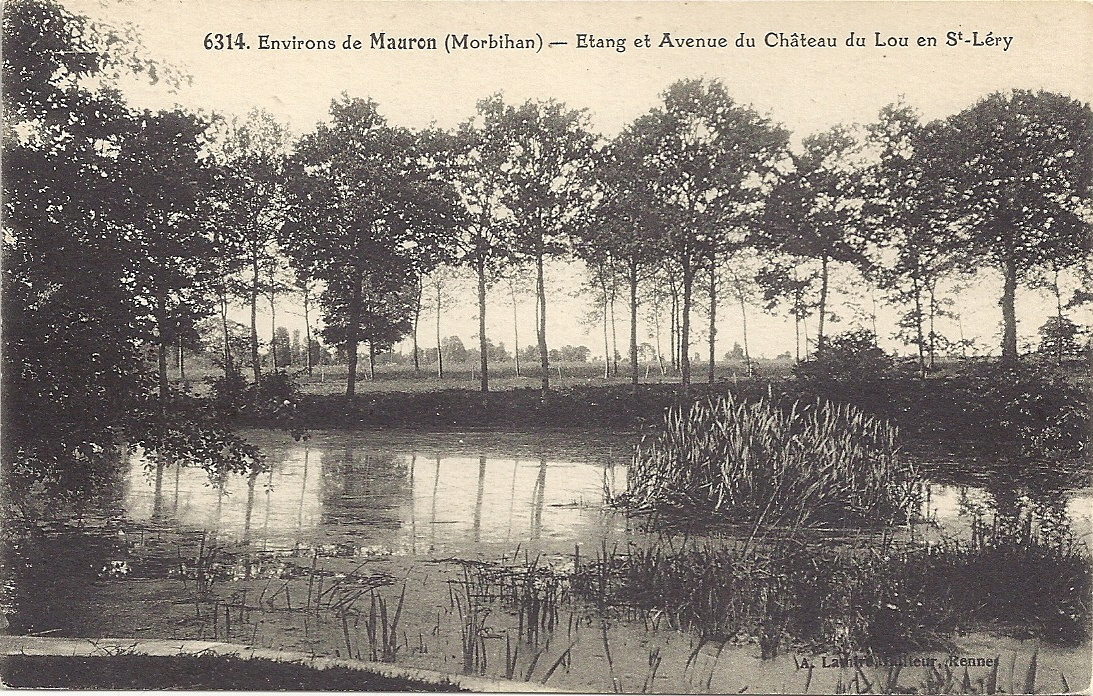
Étang et avenue du château.

## Personnalités liées à la commune
- Saint Léry, moine, décédé en son monastère en 660.
- Famille Desgrées du Loû, seigneurs du Loû en Saint-Léry.
- Emmanuel Desgrées du Loû, fondateur du journal L'Ouest-Eclair (devenu en 1944 Ouest-France, aujourd'hui le premier quotidien français en termes de parution).
- Armand des Prez de La Morlais (1878-1963), aviateur.